# 軍服 (中華人民共和国)

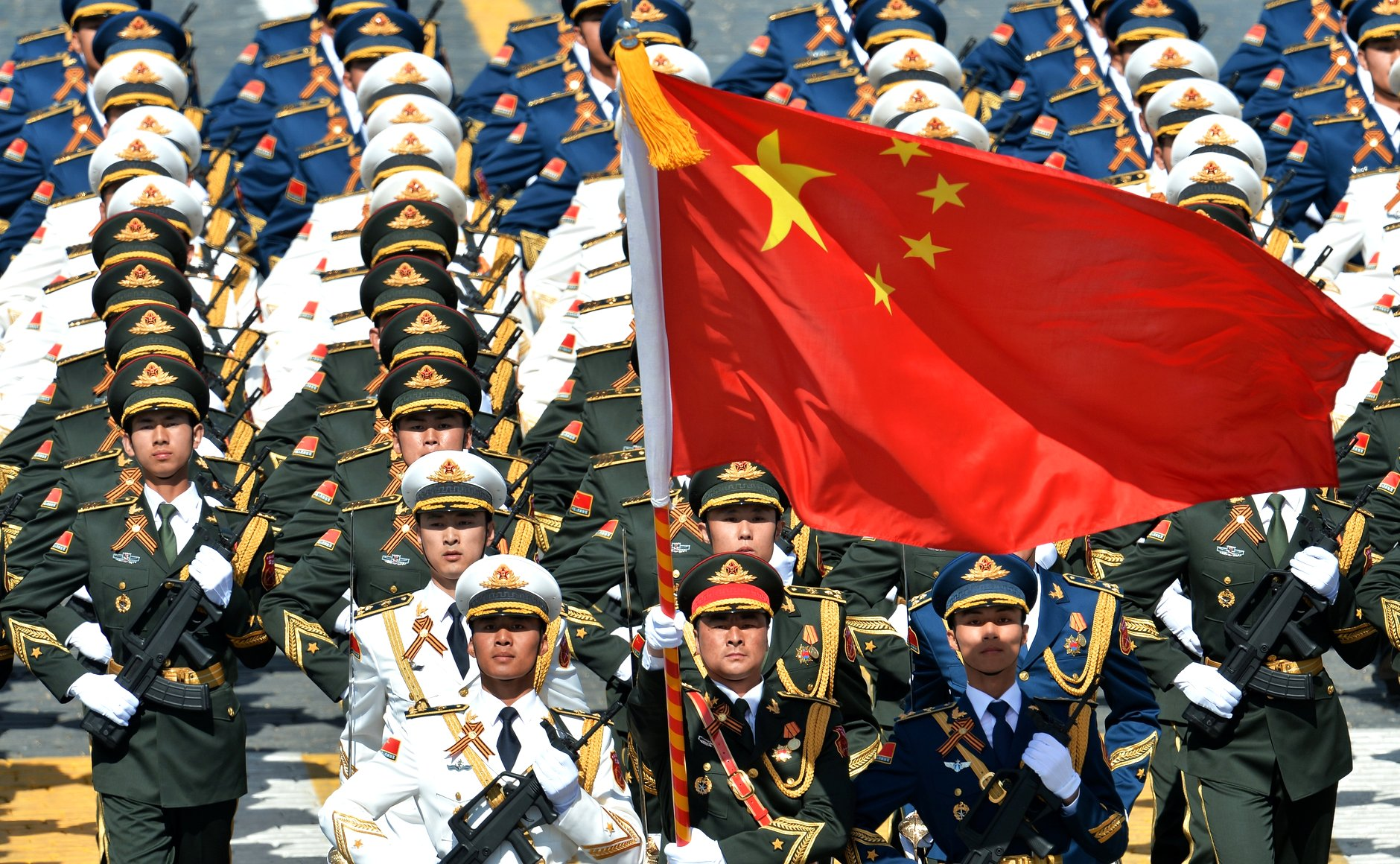
三軍儀仗隊

中華人民共和国の軍服（ちゅうかじんみんきょうわこくのぐんぷく）は、中華人民共和国の建国(1949年)以後現在までの軍服（中国人民解放軍－以下「人民解放軍」と記－及び武装治安組織の制服）の変遷について述べる。
併せて、1949年以前における、人民解放軍の前身である中国共産党の軍事組織（紅軍、新四軍、八路軍等）の制服、及び現在中華人民共和国の特別行政区である香港とマカオにおける第二次世界大戦後の軍服についても扱う。

## 概観

帽章・襟章に用いられる「八一」入りの赤い星

「国家の軍服」であることに先行して「革命組織の制服」としての性格を強く帯びるのは、共産主義を標榜した諸国家の軍服に共通した傾向であるが、1927年の南昌起義以来、政権獲得に先立つ20年以上にわたって中国共産党の武装組織としての歴史を持つ中華人民共和国の軍服は、その傾向が特に強かった。
とりわけ中国においては、一般市民向けの平服においても、来るべき新社会を象徴する服装として「人民服」が推奨され（これ自体は元来は孫文の提唱にさかのぼるが）、政権獲得後は、軍隊の外の社会でこれが一種の「制服」として機能するという事情があり、両者が長らく極めて密接な関係を持っていたことが大きな特徴である。この関係が際立つのが、文化大革命を挟んだ1965年から1985年にかけて採用されていたいわゆる「六五式」軍服であり、基本的に共通したデザインの服がかたや「無階級の社会」、かたや「無階級の軍隊」を表象する役割を持った。
こうした傾向と、内発的な共産主義革命という性格も手伝い、中華人民共和国の軍服は大きく言えば、ソ連軍を盟主とする東側諸国の軍服の類型に属しながらも、ソ連圏と親密であった時期の「五五式」軍服も含め、ソ連・東欧式の軍服の基準あるいは美意識に完全には同調しなかったところがある。たとえばソ連・東欧の軍服の最も一般的な素材であったウールはあまり用いられず、防寒着も含めて木綿が最も多用されたし、乗馬ズボンとブーツというスタイルも長らく定着せず、ソ連の軍服がロシア帝国の軍服から引き継いだきらびやかな装飾的要素（金ボタンや士官軍服の金糸刺繍等）も控えめにしか取り入れられなかった。このような傾向は、同じアジアの共産主義国家の軍服でも、朝鮮人民軍などとは大きく異なっている。人民服をベースに、ソ連軍の影響を「ワン・ノブ・ゼム」としつつ、かつての日本軍や中華民国軍をも含め、各国の要素を取り入れて渾然一体としたというのが、中華人民共和国の軍服のもう1つの特徴といえる。
改革開放が進み、一般社会の服装が「人民服」一本槍を脱して多様化する動きを見せ始めた1980年代後半に、中国の軍服も、一般社会の服装とはっきり区別される「軍服」としての外見を整え始めたことは、一般市民の服飾と軍服の関係を考える上でも興味深い素材を提供しているといえる。

## 中国共産党の武装組織の軍服（1929年～1949年）
現在の人民解放軍の前身である共産党の武装組織、中国工農紅軍は、国民革命軍内部の共産党勢力が追放、分離独立したものであり、したがって軍服も国民革命軍同様、ブルーグレーの中山服を基調としたものとなった。
1929年3月、紅軍は長汀県を占領。その際現地の衣類工場を接収し、紅軍の被服廠とした。ここで初めて紅軍の軍服が制式に採用されたのである。
帽子には赤い星の帽章が配され、上着には全構成員が一律に平行四辺形の赤い襟章を付けており、ポケットの形状や襟章の有無などかなりばらつきがあるものの、階級をはじめ軍種・兵科の区別を示すものの一切ないシンプルな意匠である。また、このとき採用されたレーニンが好むキャスケット風の帽子「人民帽」は戦後、民間に人民服とともに浸透した。徽章類は当時の国民革命軍の名残で、カフリンクスのような留め具で胸ボタンに引っ掛け垂らした。
この軍服は中共にとって、自らが初めて軍隊を持ったという証明であり、また人民解放軍の原点として非常に思い入れのあるものである。共和国成立後、後述のように文革の時代にこの意匠を模した六五式が採用されたほか、現在でも政府関係のイベント等でよく見られる。
第二次国共合作に伴い、紅軍は新四軍・八路軍として国民革命軍に編入された事から正規軍同様の軍服の着用が求められたが、前述のとおり帽子以外は国民革命軍と同じ中山服であるため、青天白日章の入ったオーストリア式の規格帽（山岳帽）を被るのみで十分であった。しかし、幹部の中では依然として紅軍の帽子を使用した者もおり、兵士間でも襟章を残している者も少なからず見受けられる。

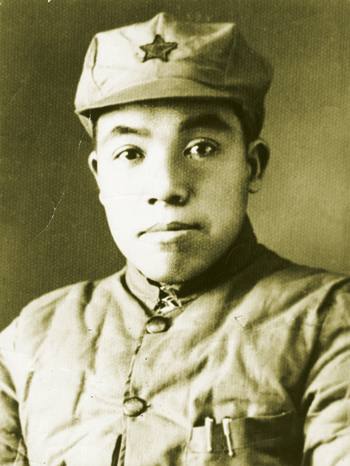
毛沢民
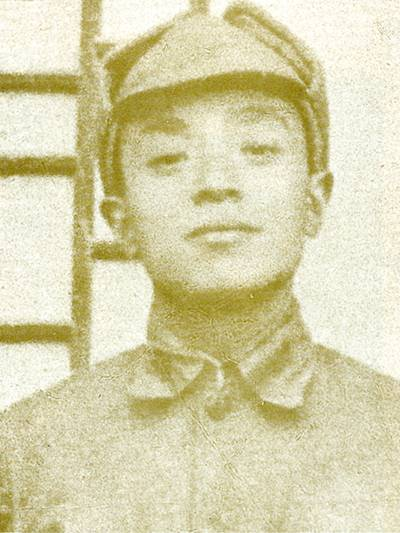
帽章が入っていない。楊尚昆
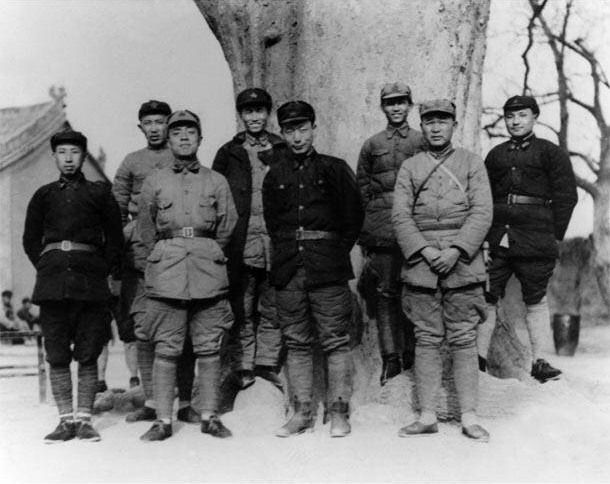
1936年，紅軍第一軍団と十五軍団の幹部。色合いのばらつきが大きい。
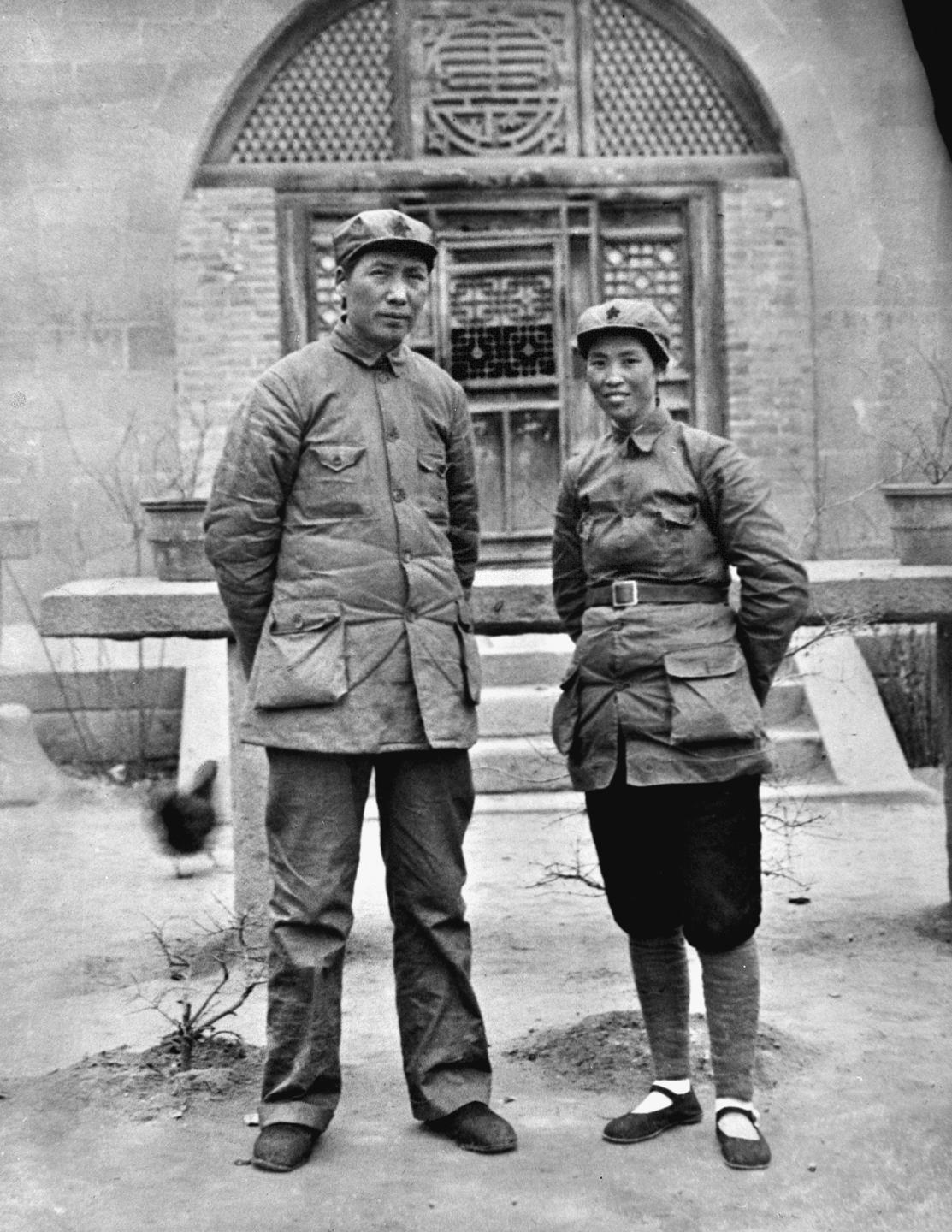
毛沢東、賀子珍。1937年。
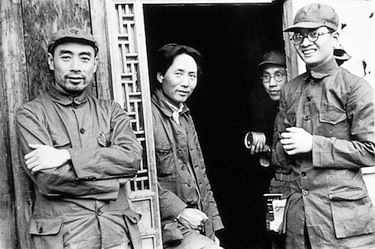
右端の人物（博古）の帽子は野球帽スタイルとなっている。
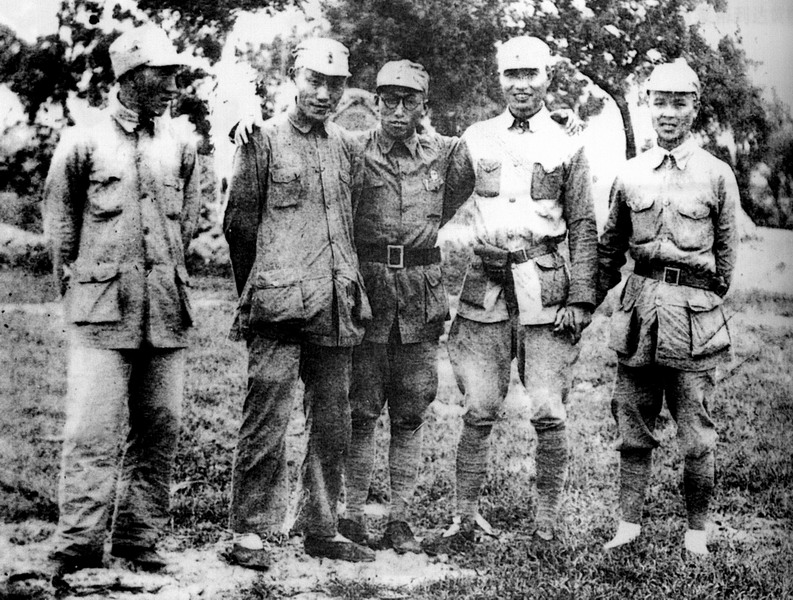
新四軍幹部（1940年）
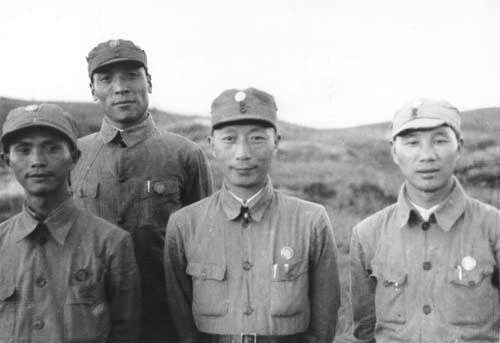
八路軍幹部（1940年
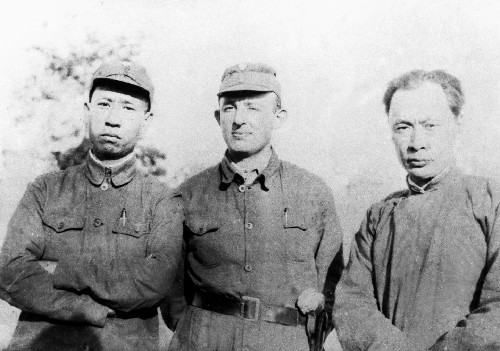
新四軍、1943年。
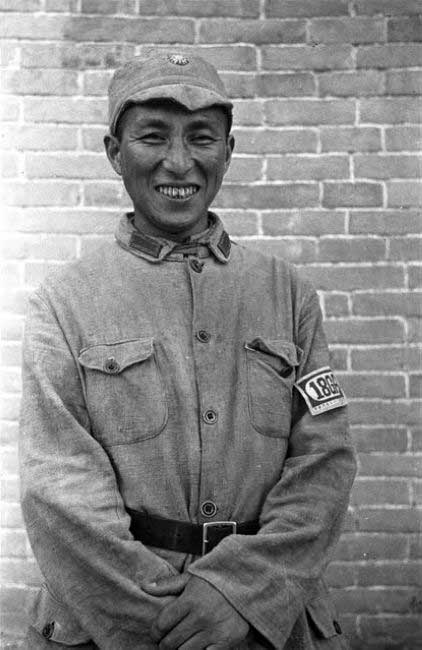
八路軍の兵士。帽子こそ国民革命軍の規格帽だが、紅軍の襟章を残している。
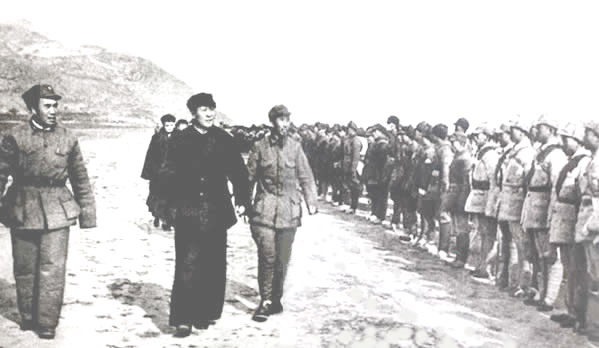
1944年10月には、毛沢東（第2左）と朱徳（第1左）が延安空港の八路軍359旅団を見直し、前3左は王鎮司准将である。
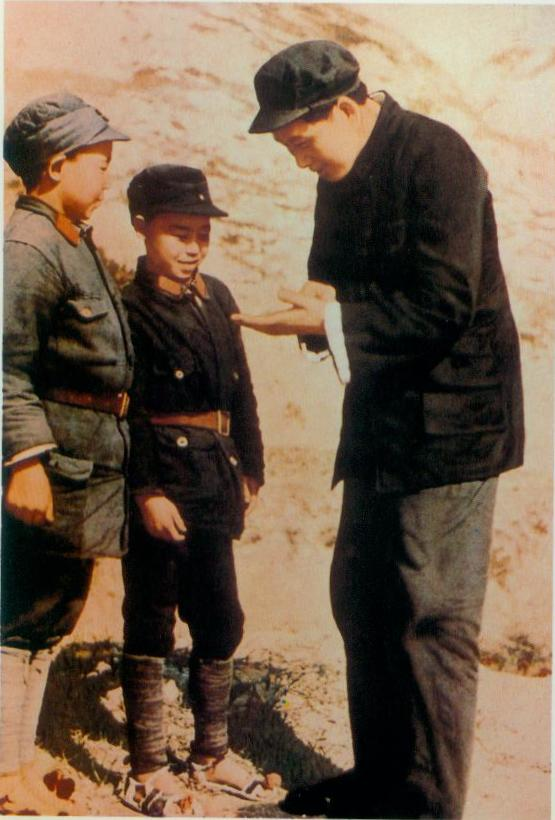
延安の少年兵。紅軍の襟章を残している。
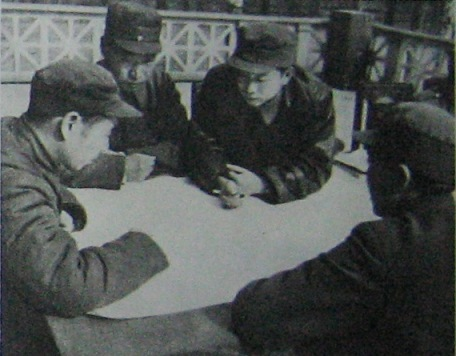
国共内戦にて（1946年）
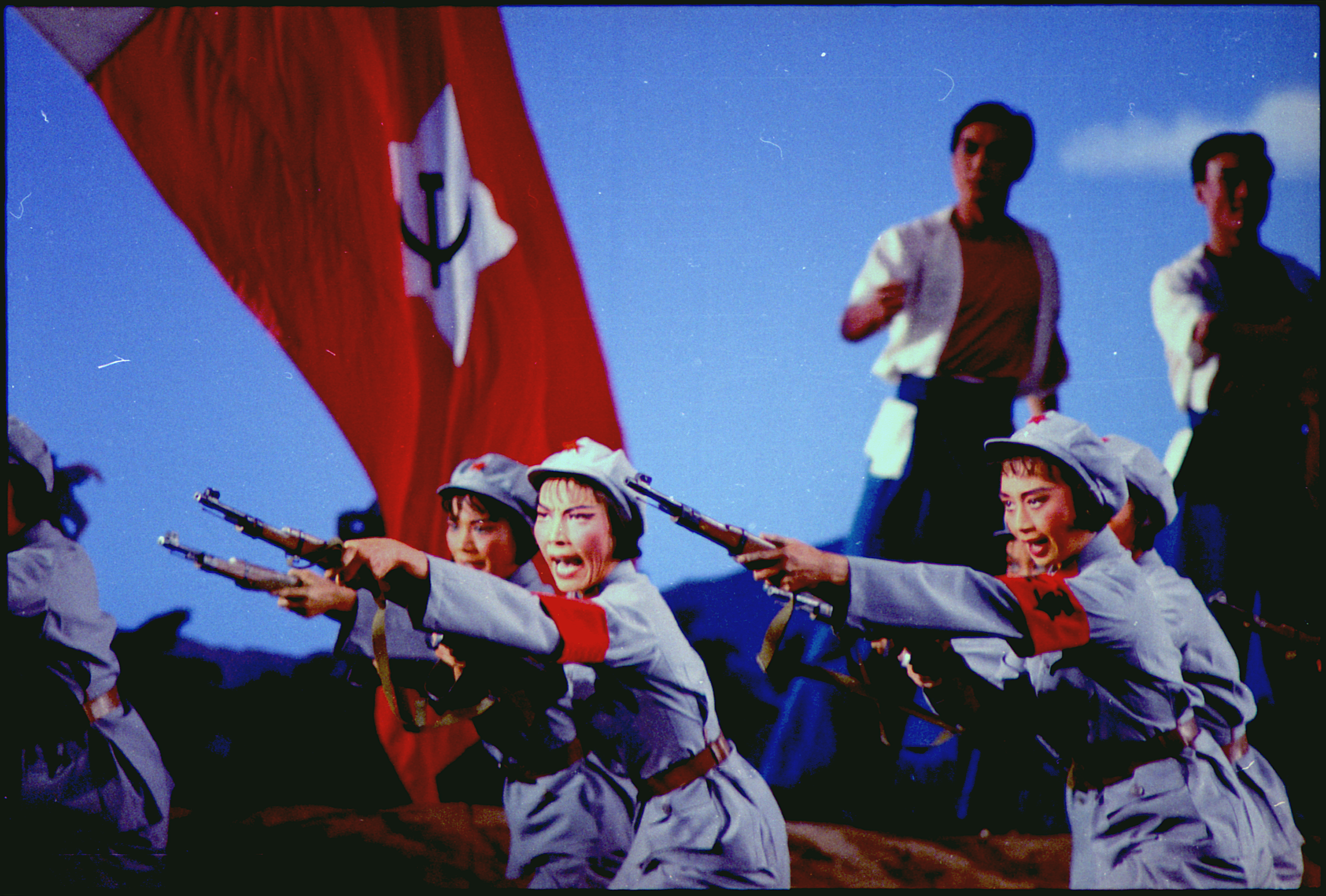
革命模範劇にて再現された紅軍の軍服。

## 建国初期の軍服（1949年～1955年）
1949年に中華人民共和国が建国してから55年に階級制度が整えられるまでの人民解放軍の軍服は、従来の八路軍や平服の人民服とほとんど変わらない仕立ての、カーキ色の折襟・5つボタン・4つポケットの上衣とズボンに、同色の制帽を着用するものであった。
帽章には中央に縦書きで「八一」（南昌起義の日付であり建軍記念日）と描きこまれた赤い星が用いられたが、この服装を「中国人民解放軍の軍服」として識別するのはこの帽章のみであり、階級章、兵科章をはじめ肩章・襟章自体がない窮めて簡素なデザインであった。礼服・常服・野戦服の区別も基本的になかったが、服の素材や色（国防色に近い、カーキー色より茶・緑の濃い色や、逆に明る目のカーキ色やオリーブグリーン等）に若干のバラエティーがあり、着用する人物の地位や気候・季節に対応したものと思われる。
空軍は基本的に陸軍と同じデザインであり、唯一帽章（赤い星の左右に金色の翼の意匠が付く）で区別された。また、制帽のクラウンの幅がやや広く、中華民国空軍の民国23年制式に酷似している外観となった。当時のプロパガンダポスター等では、空軍兵士は他の軍種と区別するため。革ジャンパーの飛行服姿で現されることが多い。
海軍は指揮官が陸軍・空軍の色違いの服（紺の上下、夏服の上衣が白）、一般水兵が「セーラー服」スタイルであった。帽章は赤い星の背後に錨をあしらったものが用いられた。
「中国人民解放軍」の胸章や、卒業章、部隊章を示す円形バッジを付けるなど、八路軍を通して取り入れた国民革命軍の名残もある。

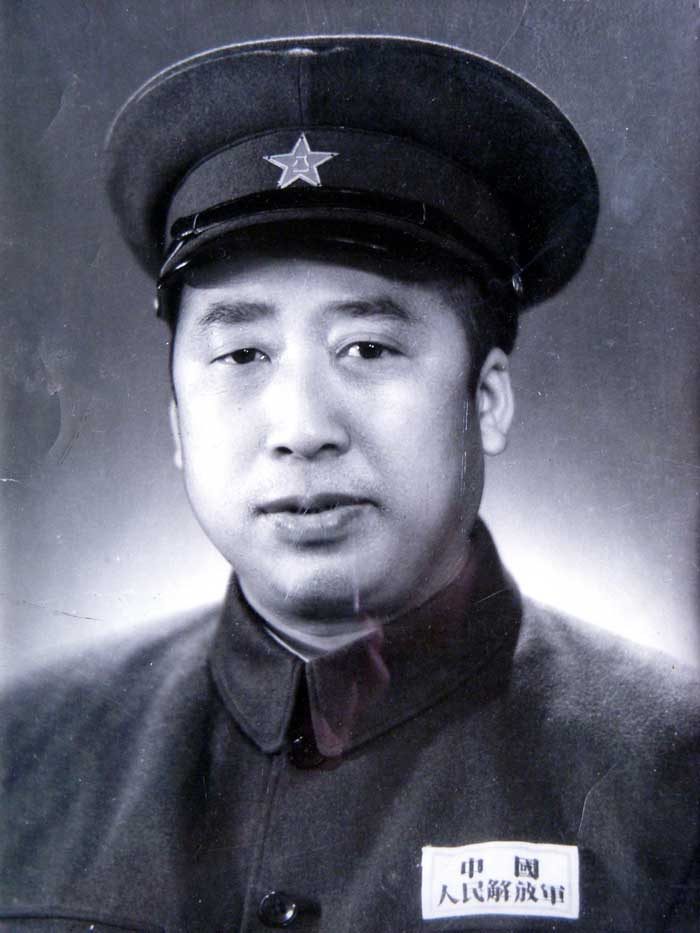
鉄道兵団司令員。滕代遠（中国語版）
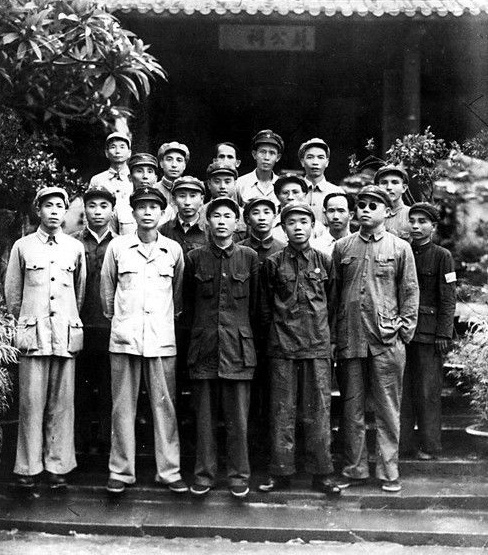
1950年5月10日

## 階級制度の導入（1955年～65年）

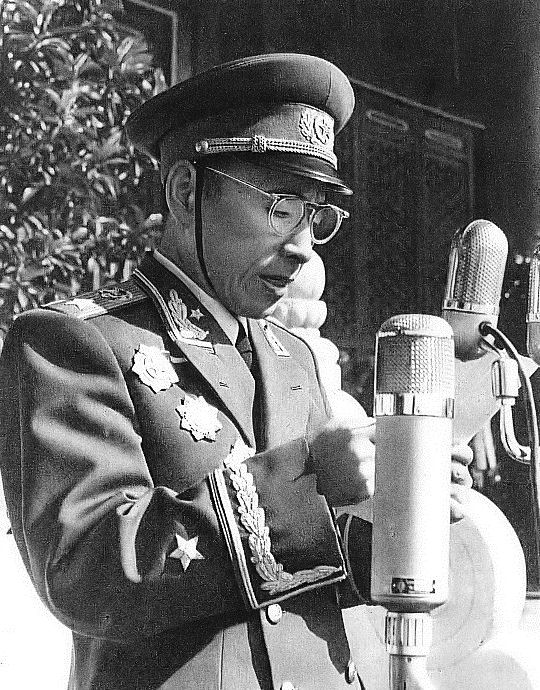
建国10周年の軍事パレードで演説する林彪（1959年）

1955年、人民解放軍ではソ連軍に範をとった階級制度が導入され、これに伴って軍服にも階級章や礼服・勤務服・戦闘服の区別が取り入れられた。この軍服を通称「五五式」と呼び、1958年の若干の改正を経て65年の階級制度廃止まで、若干の変更を含みながら踏襲された。
大別すると次の2種が用いられた。
1. 「礼服」。陸・海・空軍将官と、元帥が着用。制帽は、胴部は軍種色[注釈 1]、帽章の周りに金の葉模様がつき、あご紐は金モール、またクラウン部に軍種色[注釈 2]の縁取りが付く。上着はダブル開襟ネクタイ式で、襟部に軍種色（海軍は金）の縁取りと太い金線の刺繍、また葉と星を組み合わせた襟章が付く。また袖の折り返しにも軍種色の縁取り、袖口に太い金線と葉の刺繍が付く。元帥はその上に、大きな星の刺繍が付く。階級は肩章で表される。
2. 「常服」戦闘服を兼ねる。「人民帽（解放帽ともいわれる）」スタイルの略帽に折襟の上着を着用。

1955年では将校・将官の場合は常服では制帽を被り、ソ連軍式の肩章を用いるが1958年以降は肩章と肩章は基本的に用いられず、襟章によって軍種・兵科・階級を表す。兵下士官は1955年から襟章式であったが、1955年の時点では将官・将校の場合は肩章で階級、襟章で兵科を区別していた。
兵下士官の襟章は階級と兵科が同時に表されるように、後部に兵科章が取り付けられる。将校・将官の襟章の場合は台座の襟章の兵科色と中心部についた兵科章で示される。海軍兵・下士官は世界共通の水兵服を用い、階級は肩章（黒地に黄色の横線の数）で表す。

以上の2種が明確に区別されていたのは将官・元帥や軍官級の高級幹部が中心であり、特に兵・下士官や尉官級の軍人は、襟章のみの軍服に制帽を被ったスタイルが常服と礼服も兼ねていた。常服に勲章やメダルを沢山付けた軍人も当時は多く見られる。
生地色は、陸軍・空軍礼服がダークグリーンまたはカーキー色、同常服がオリーブグリーンまたはカーキー色、海軍が濃紺（冬服）または白（夏服の上着）が用いられた。
なお略帽としては人民帽の他に、短期間だがソ連軍の影響を受けた略帽である「ピロートカ」タイプのものも1958年まで用いられ、また女性用にソ連軍の女性用軍帽と同じベレー帽に似たつばなしの略帽も用いられた。
またソ連軍に倣って騎兵や戦車兵などの一部兵科などを中心にブーツや乗馬型のズボンも導入されたが一般兵科では布製や日本軍の物に似た革製短靴が主に用いられた。
空軍では、1959年に59式飛行服が採用され、以後、半世紀近くにわたって使用されることになる。59式飛行服には夏布飛行服、上下とも山羊革製の夏飛行皮服、中綿が入って毛皮の襟がついた冬飛行皮服があった。59式飛行皮服は民間でも非常に人気が高く、北京、天津など北方大都市や東北地方で、若者がオートバイに乗るときなどの防寒衣料として広く用いられた。

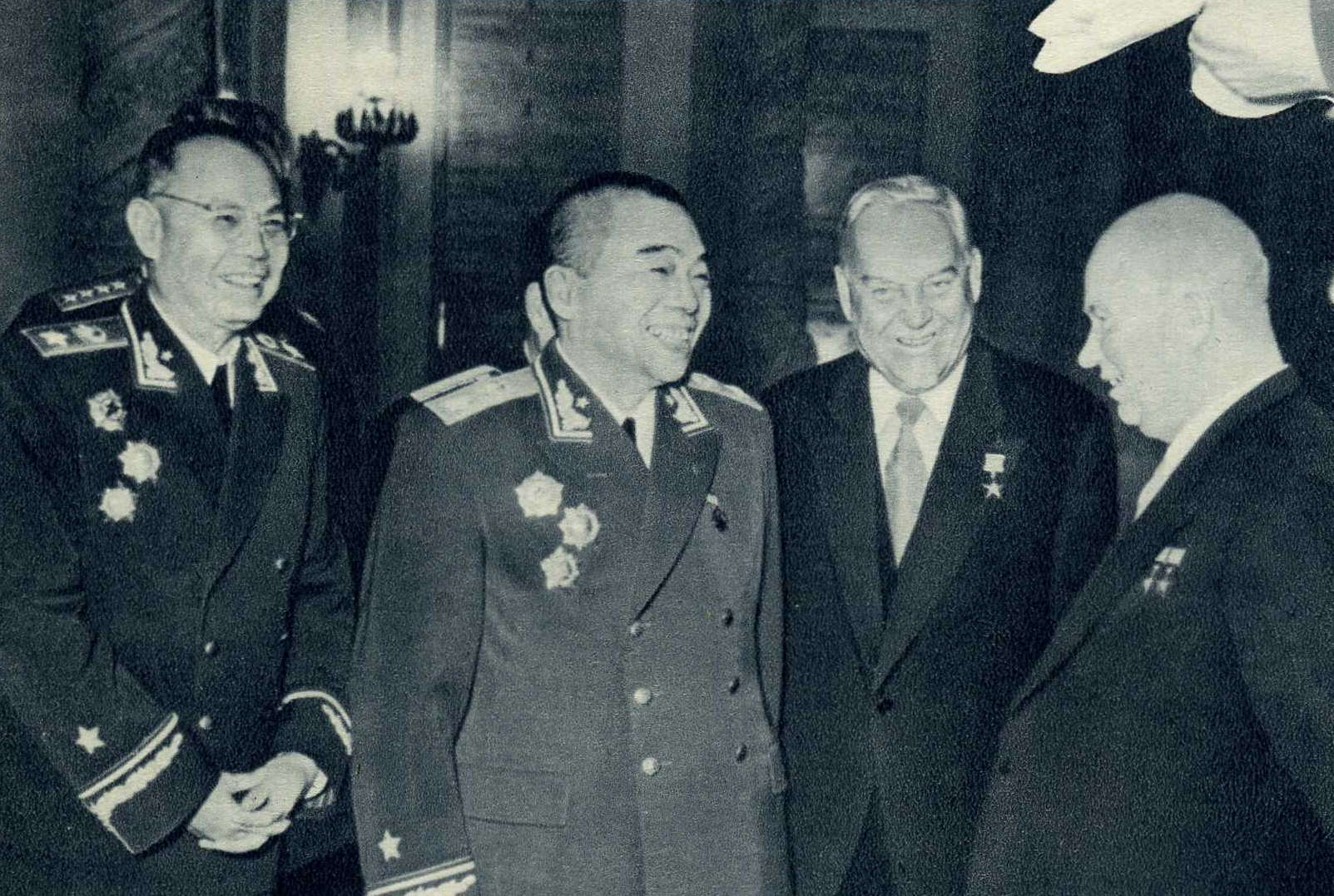
「五五式」元帥用礼服の着用例。右から順に、葉剣英、彭徳懐。1958年のソ連訪問時。右端フルシチョフ、右から2人目ブルガーニン。
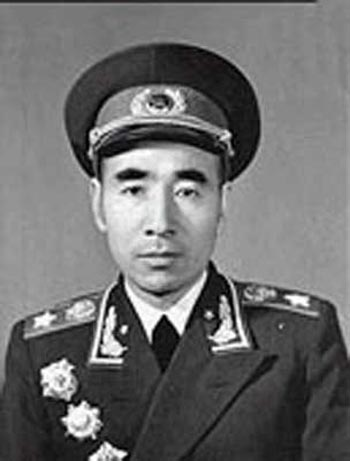
同（林彪）
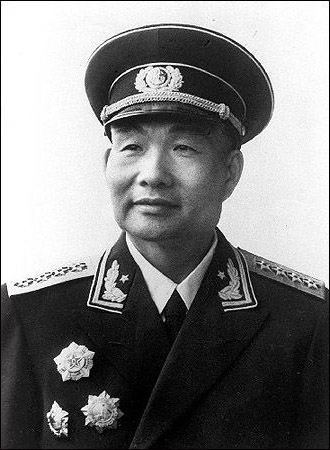
五五式、海軍将官服，蕭勁光。
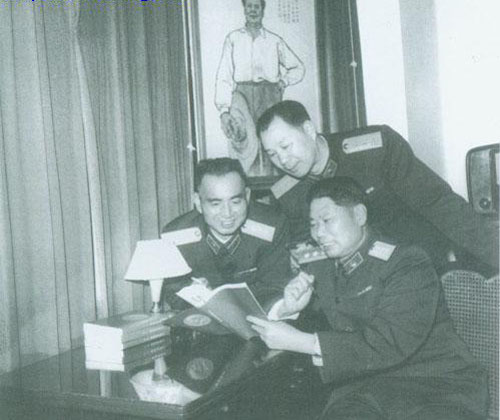
五五式将官常服（折襟）。1960年。
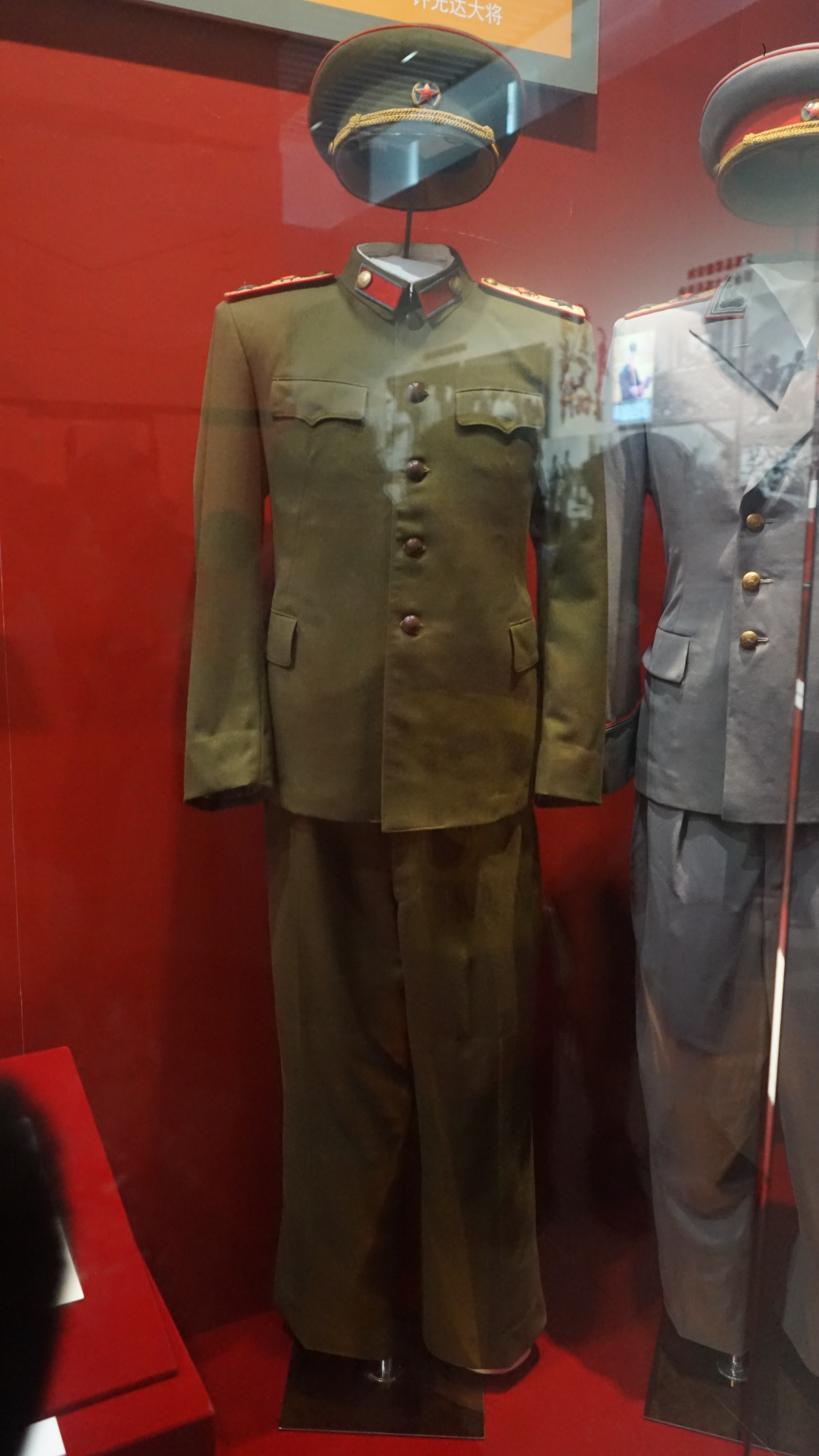
五五式将官常服。朱徳の着用していたもの。
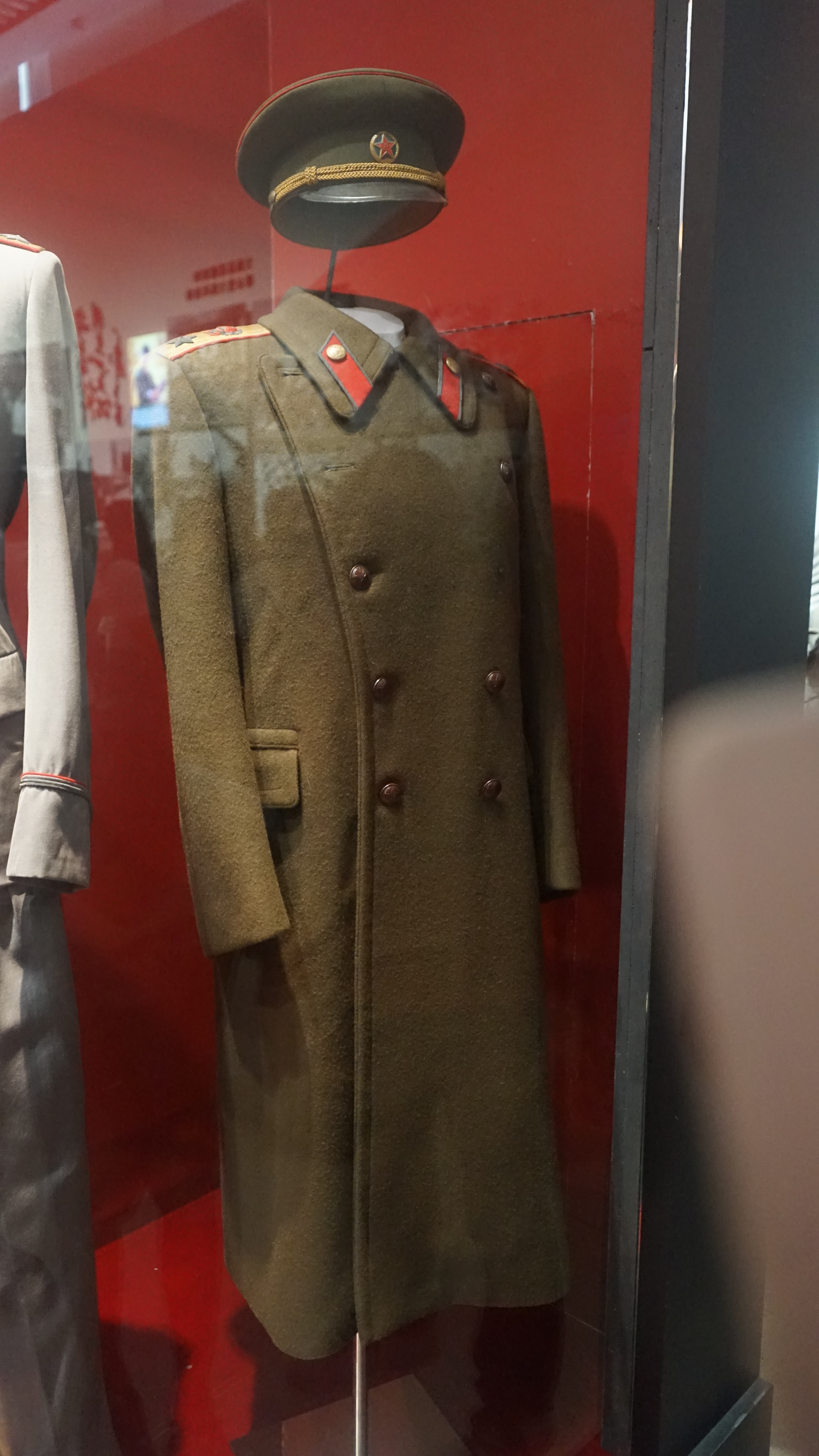
五五式将官常服外套。彭徳懐の着用していたもの。
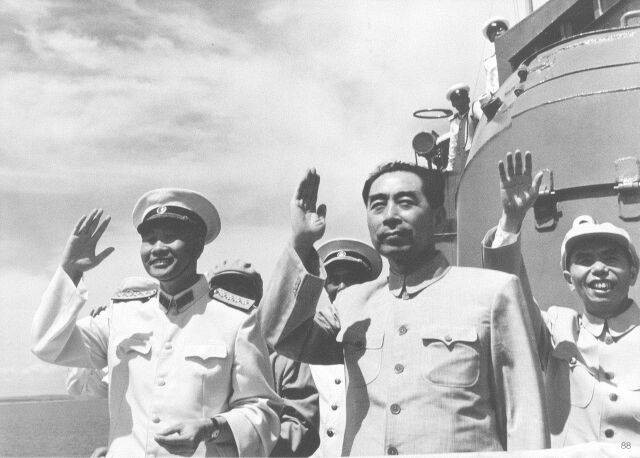
五五式海軍将官夏季常服（左、蕭勁光、1957年8月）
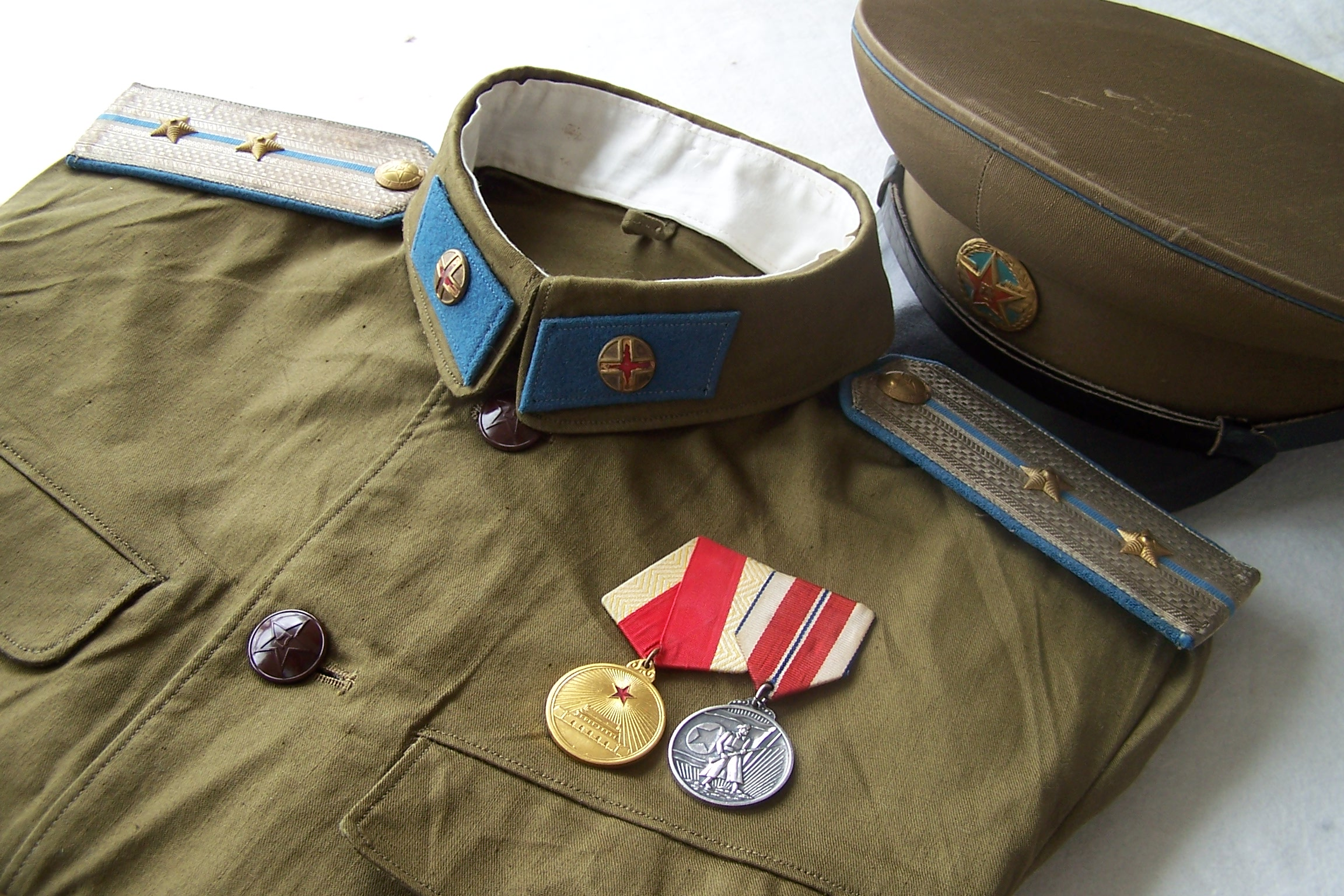
五五式夏季空軍軍官常服（軍医中尉）
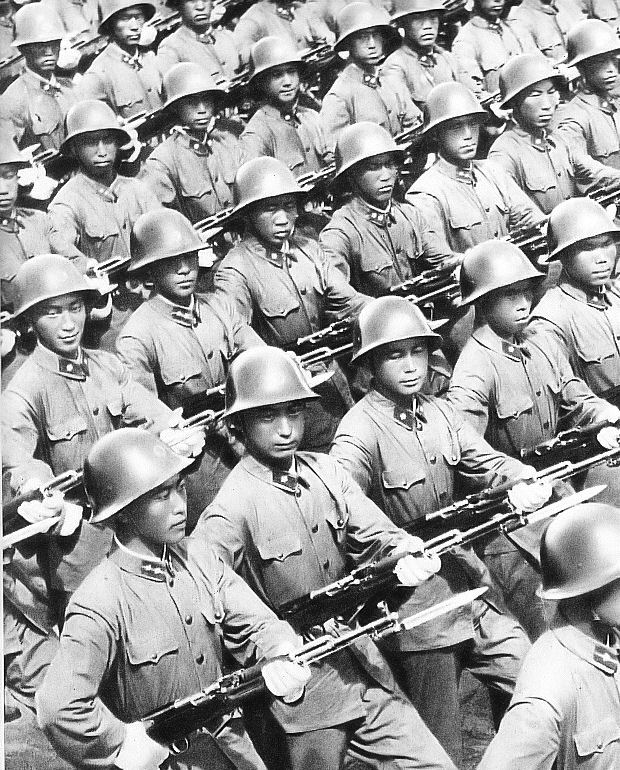
陸軍兵、1959年。
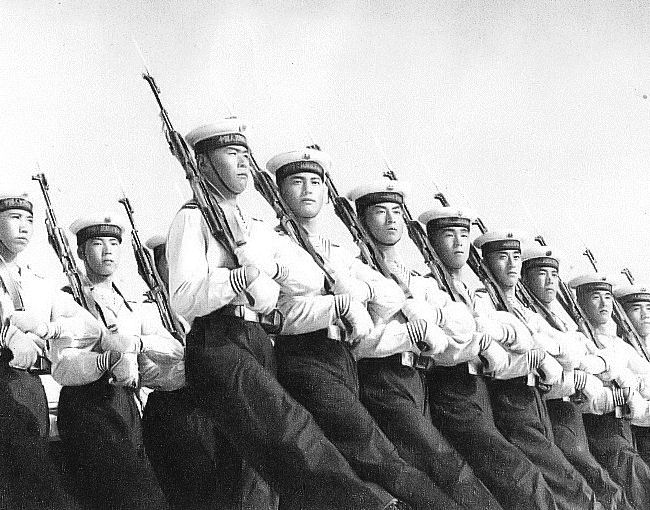
海軍兵、1959年。
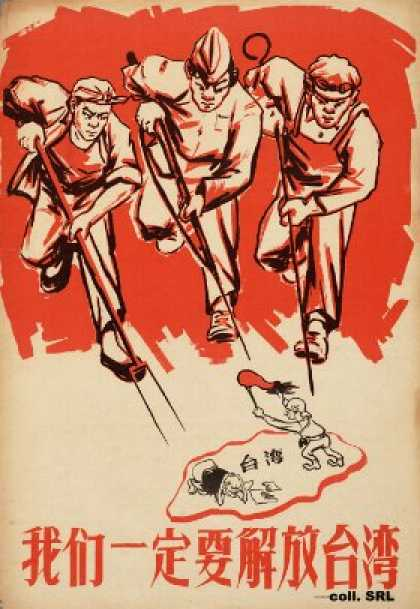
プロパガンダに描かれた陸軍兵士（中央）。ソ連の「ピロートカ」型の略帽を被っている。1958年。
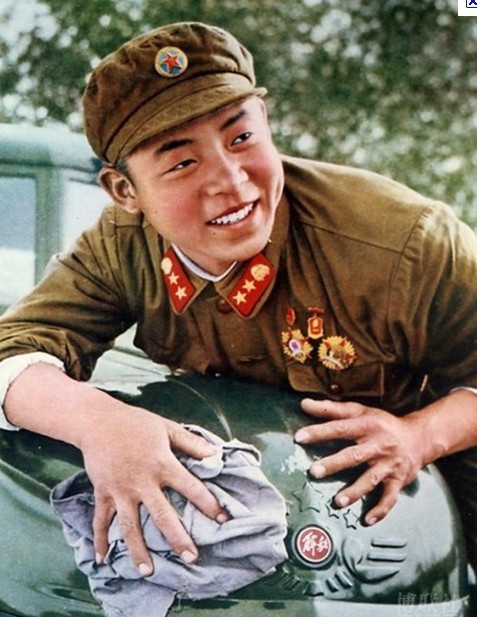
雷鋒
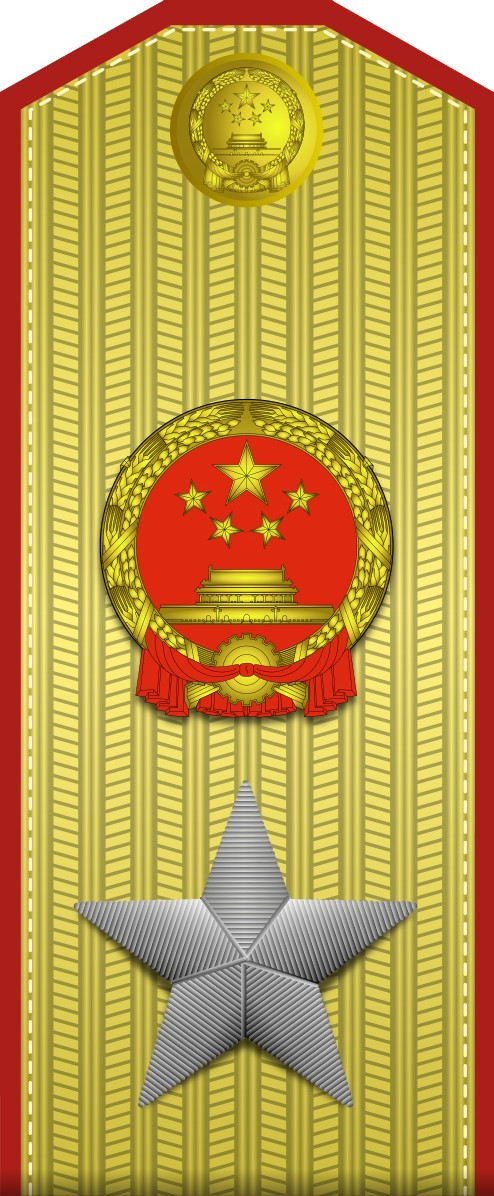
中華人民共和国元帥肩章

## 「階級章なき軍服」の時代（1965～85年）
1965年、人民解放軍では紅軍の原点に帰るという「人民戦争論」の台頭により階級制度が廃止され、翌年に始まる文化大革命の重大な伏線となったが、この、近代国家の常備軍（しかも世界有数の人員規模を擁する）としては空前絶後の試みは、軍服にも当然多大な影響を与えた。
すなわち、人民解放軍の徽章類からは階級をはじめ軍種・兵科の区別を示す意匠が消え、全構成員が一律に赤い星の帽章（「八一」の意匠も廃される）と平行四辺形の赤い襟章を着けるようになった。また服自体にも礼服・常服の区別がなくなり、「五五式」の常服（2）を引き継いだ、人民帽・折襟の上着・ズボンのいわゆる「人民服スタイル」が全構成員・用途・場面で着用されるようになった。
陸軍はオリーブグリーンの制帽・上下、海軍は藍色の制帽・上下、空軍はオリーブグリーンの制帽・上着に濃い青色のズボンと、辛うじて生地の色によって軍種を区別するようになった。
この時期の解放軍の「赤い星を付けた人民服スタイル」は、紅衛兵の姿と共に、文化大革命期の中国情勢を伝える写真や映像において世界各地に強烈なインパクトを与え、中国に近い立場の国や毛沢東主義の影響を受けた各地の武装組織の軍服のみならず、先進諸国のファッションやステージ衣装にまで影響を与えた（「各国への影響」参照）。
その後この「六五式」軍服には1971年、74年、78年に改変が加えられた。71年、74年、78年の改変は基本的には生地材質の変更（それまで夏服でも綿製生地が主であったのが1978年からは薄地のシーチング生地に似た薄地が採用された等）や細かい部分の変更、装備品の更新などが中心であった。ただし1974年に海軍軍服には、「五五式」の将校と下士官・兵の区別に準じた指揮官と一般兵の区別が設けられ、前者は革製のひさしとあご紐のついた制帽と折襟の上着、後者は水兵帽、水兵服（襟章の代わりに、黒地の肩章に赤い四角形の徽章が付く）を着用するようになった（冬服は「五五式」よりやや明るめの紺色、夏服の上着は白）。また女性兵士用に開襟上着やつばなしの略帽が再び導入された。

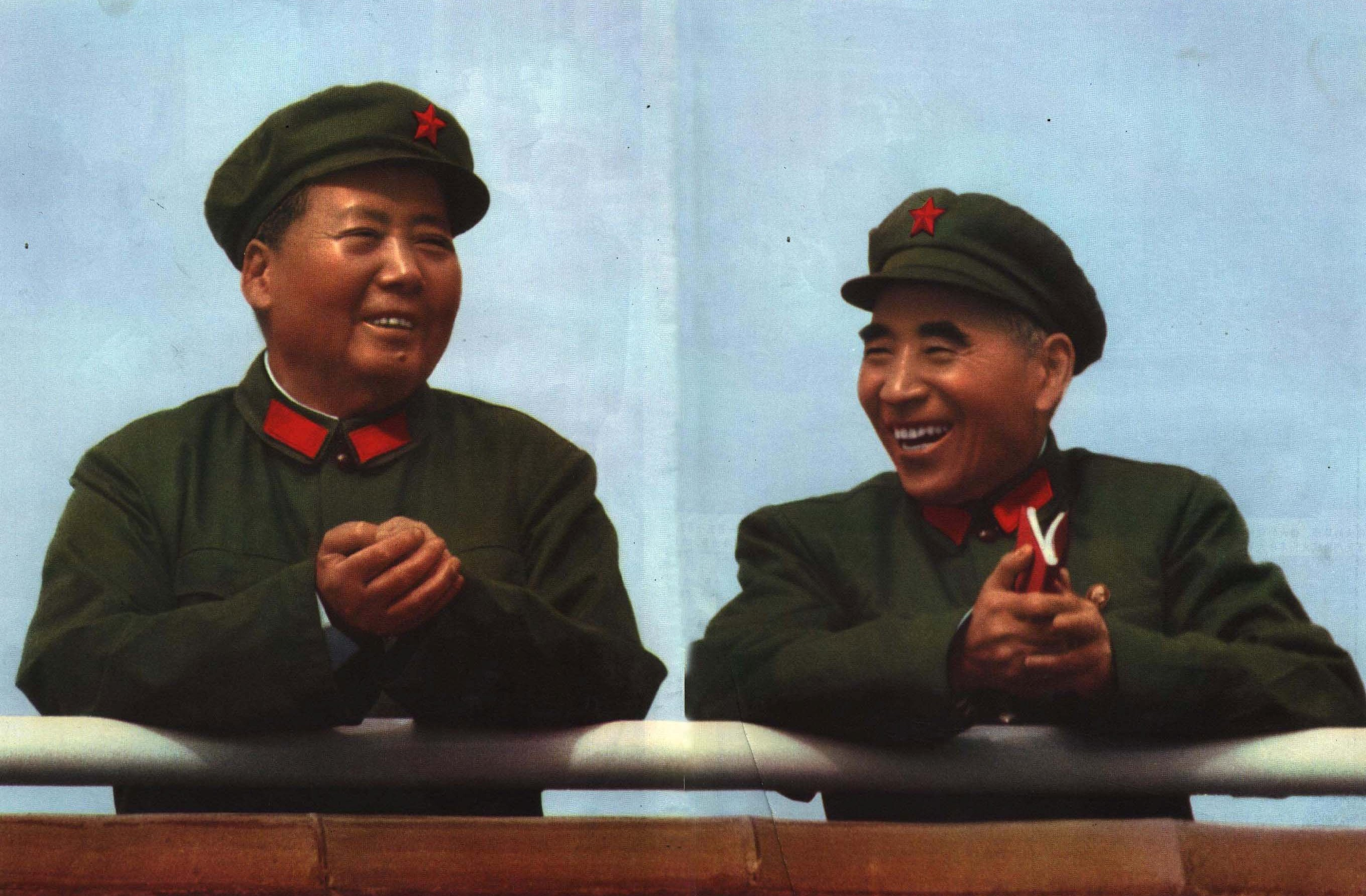
六五式軍服の毛沢東と林彪（1967年1月）
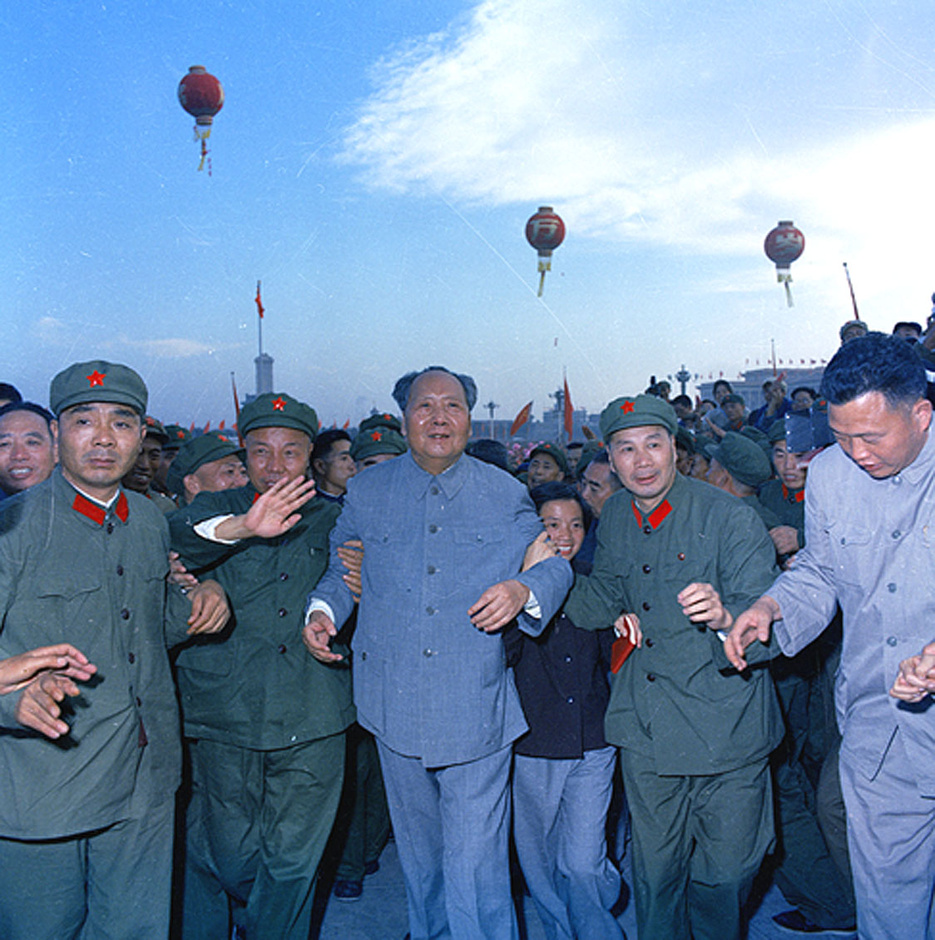
軍上級司令員（蕭華、楊成武、1966年10月）
外套にウシャンカ着用の三軍儀仗隊（1972年2月21日、ニクソン大統領の中国訪問）

## 調整期（1985～87年）

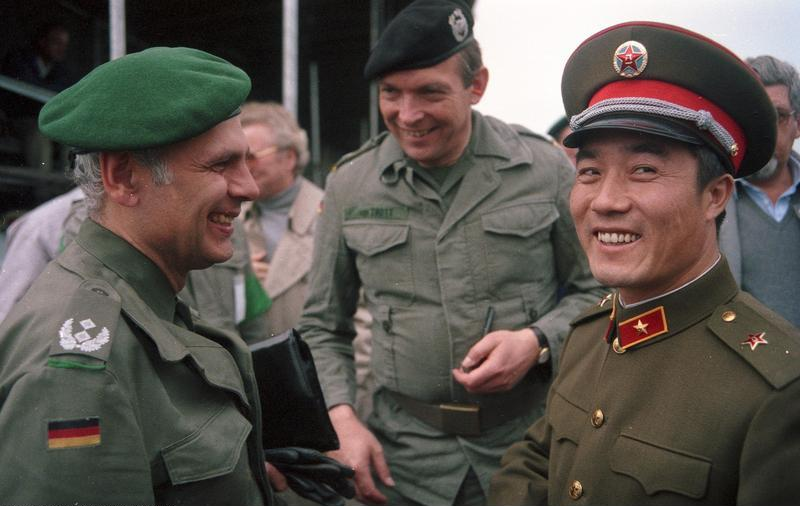
右が陸軍の指揮官(1986年当時の駐西ドイツ駐在武官)

1976年の毛沢東の死後、文革路線の否定とその後の中越戦争の見通しを超える損失を受けて、人民解放軍においても装備・組織の近代化、階級制度の復活が課題となった。だが膨大な人員を抱え革命精神の継承者を自認する解放軍の組織改革には時間が掛かり、最終的に階級制度（軍服における階級章）が復活するのは、文革終了後10年以上を経過した1987年以降である。ただそれに先立つ過渡的な処置として、1985年から人民解放軍の軍服に指揮官と一般兵士の区別が設けられた。これを通称「八五式」軍服という。
まずあご紐・つば付き制帽が復活し、併せて「五五式」と同様の帽章も復活した。ただし「五五式」の帽章が胴部に付いたのに対し、この「八五式」制帽ではクラウン部に付けられ帽章も五五式の物と比べると大きいサイズの物となった。胴部のいわゆる「鉢巻」の色は陸軍が赤、海軍が黒、空軍が青で、あご紐は一般兵が革製、指揮官が銀色のモールが用いられた。なお海軍の一般兵は世界共通の「セーラー帽」スタイルである。
上着は、基本的に「六五式」の折襟に赤い平行四辺形の襟章というスタイルを継承しつつ、襟章に軍種による色の区別（海軍－黒、空軍－青）を付け、さらに指揮官用上着には肩章（中央に「八一」金文字入り赤い星章が付く）が付き、また指揮官の襟章には金色の縁取りと金色の星章が付けられた。なお海軍の一般兵用上着は世界共通の「セーラー服」スタイルである。
またこの時期実質初めての迷彩服が開発された。この迷彩服は通称「81式迷彩服」と呼ばれるもので共産圏ではこの時期ソ連軍などでも見られた形式の上着とズボンに分かれ、通常の軍服の上から着込む形式の迷彩服であり、表裏で模様の違う迷彩となるリバーシブル仕様となっている。中越戦争で使用された。

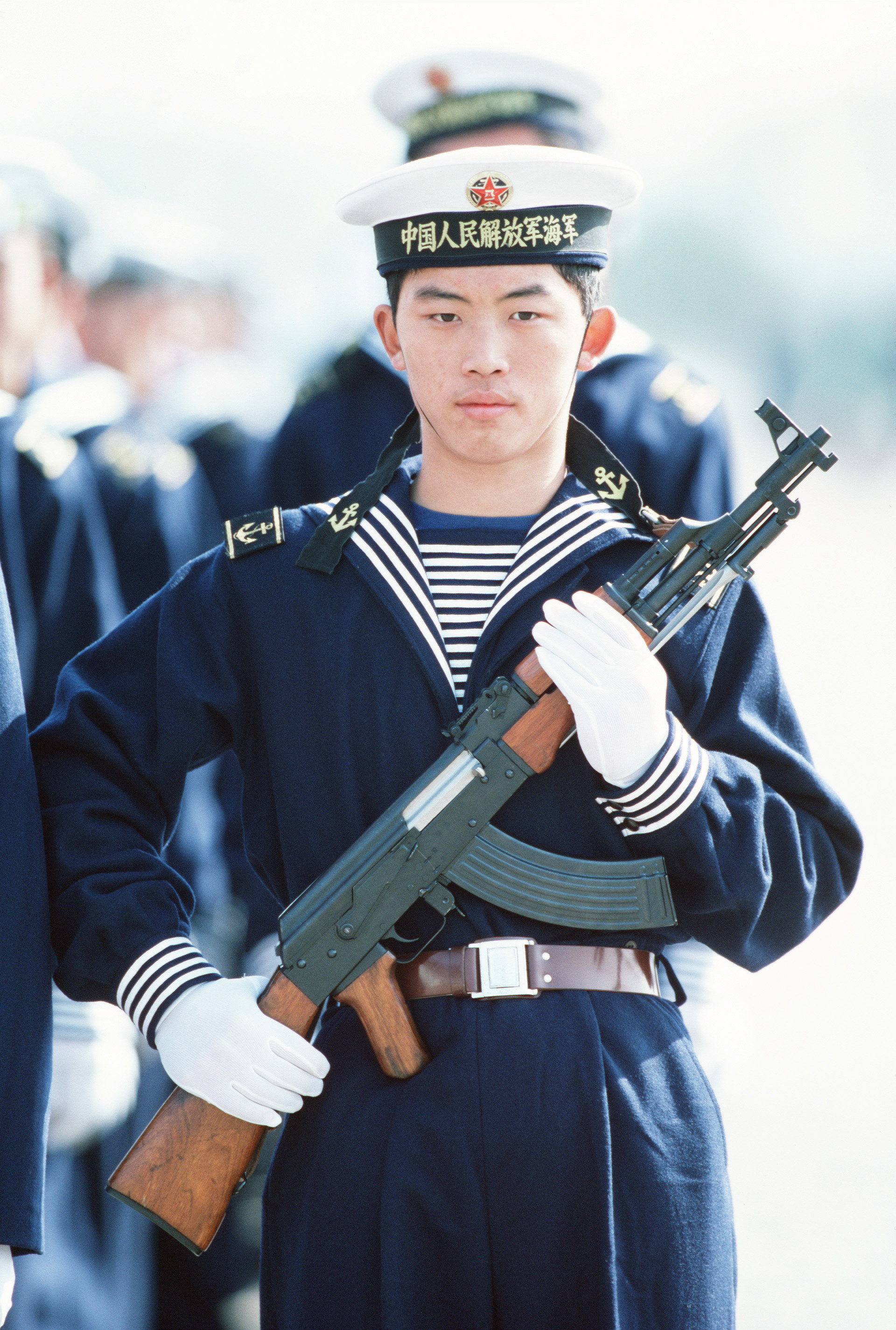
85式。海軍兵、1986年

## 階級制度の復活（1987年～）

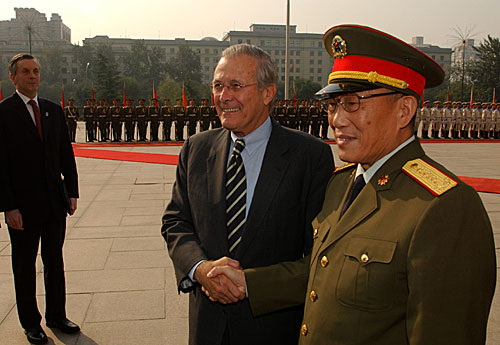
「八七式」陸軍夏常服の着用例（曹剛川、ラムズフェルド訪中時、2005年）。
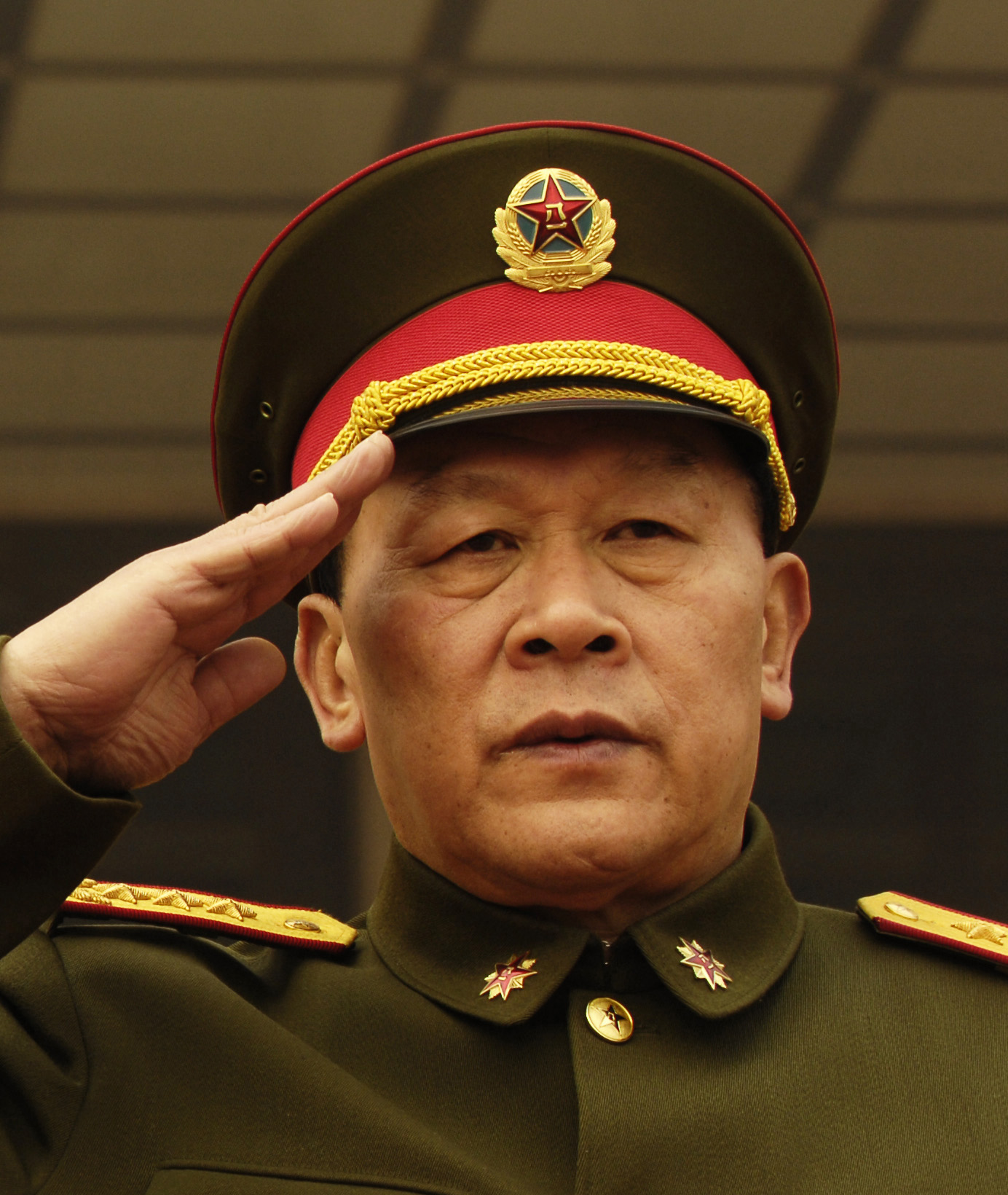
「八七式」陸軍冬常服（梁光烈）
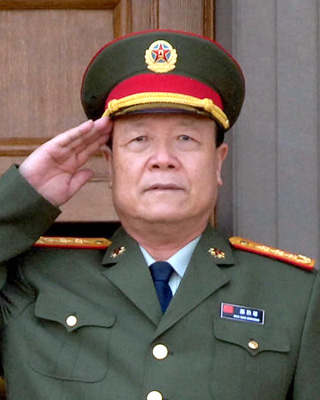
「八七式」夏常服（郭伯雄）
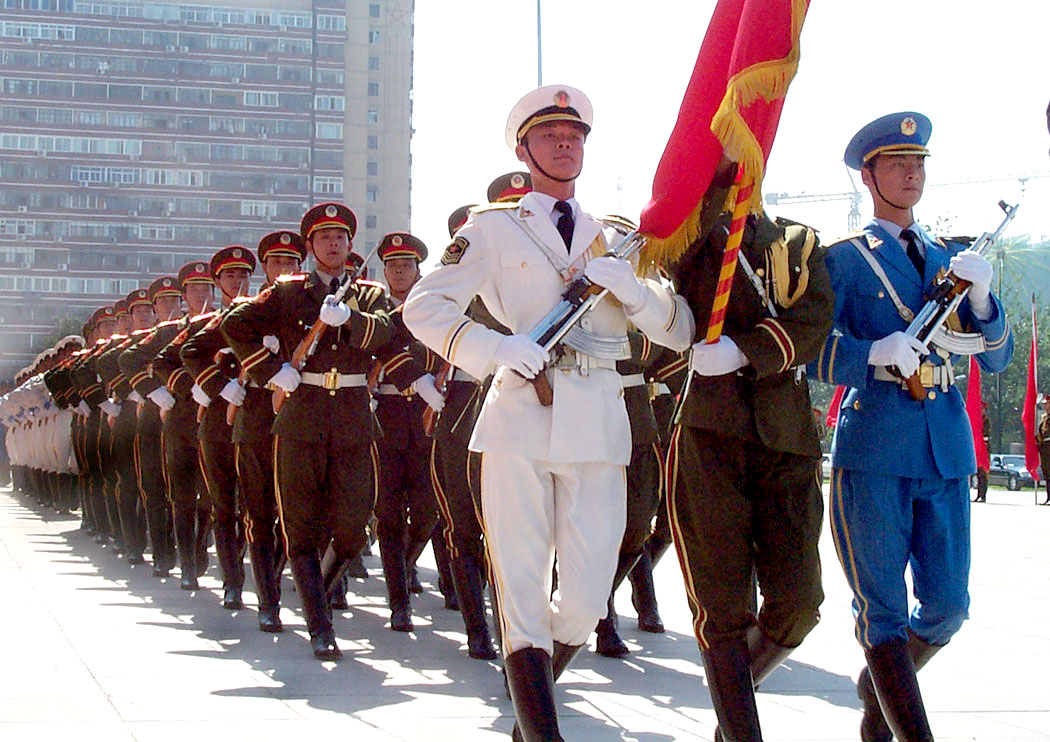
「八七式」。儀仗兵。最前列は向かって左から、海軍、陸軍、空軍。

## 香港、マカオの軍服（1997年）

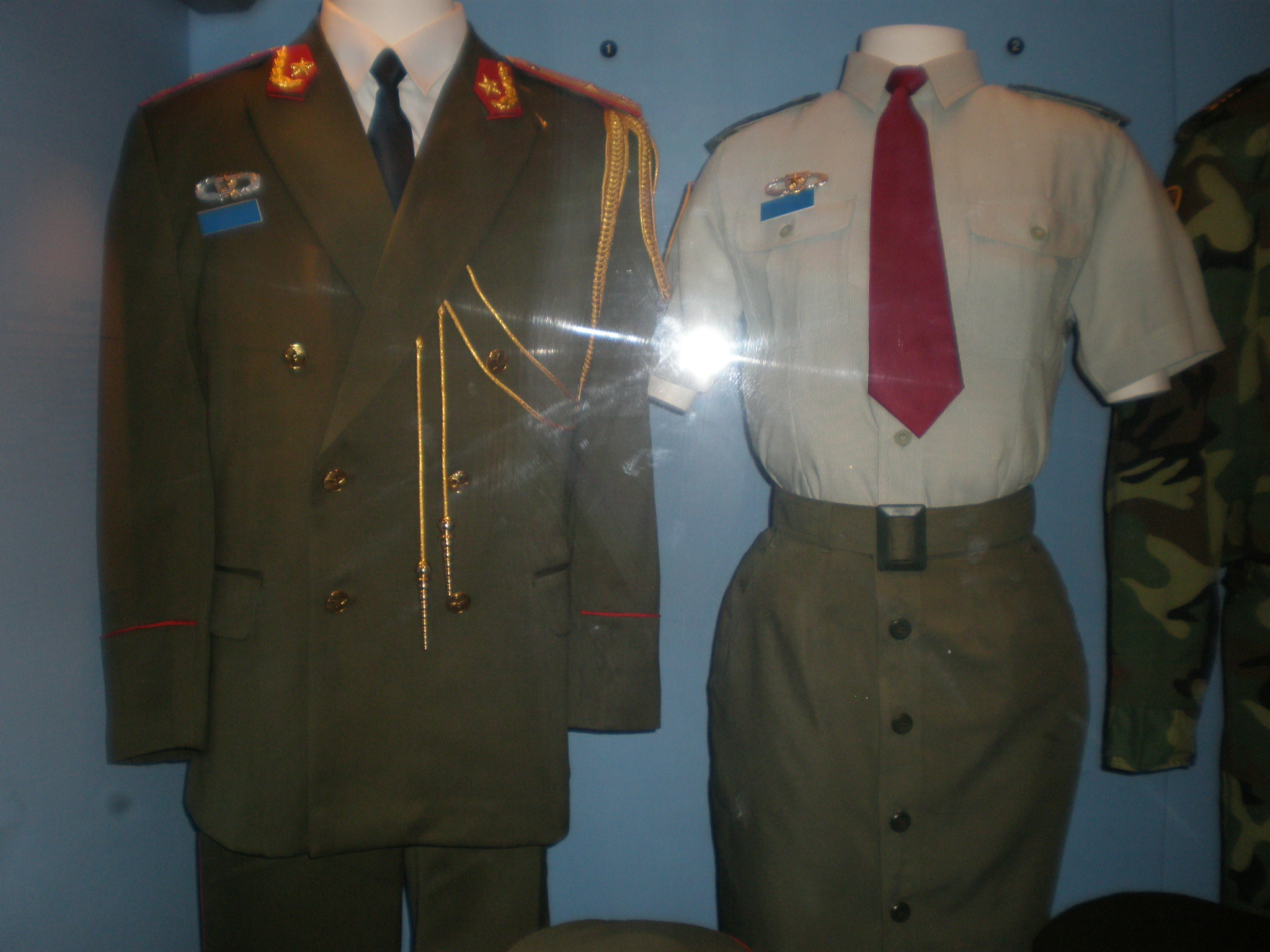
97式陸軍礼服（左）と女軍官夏常服。
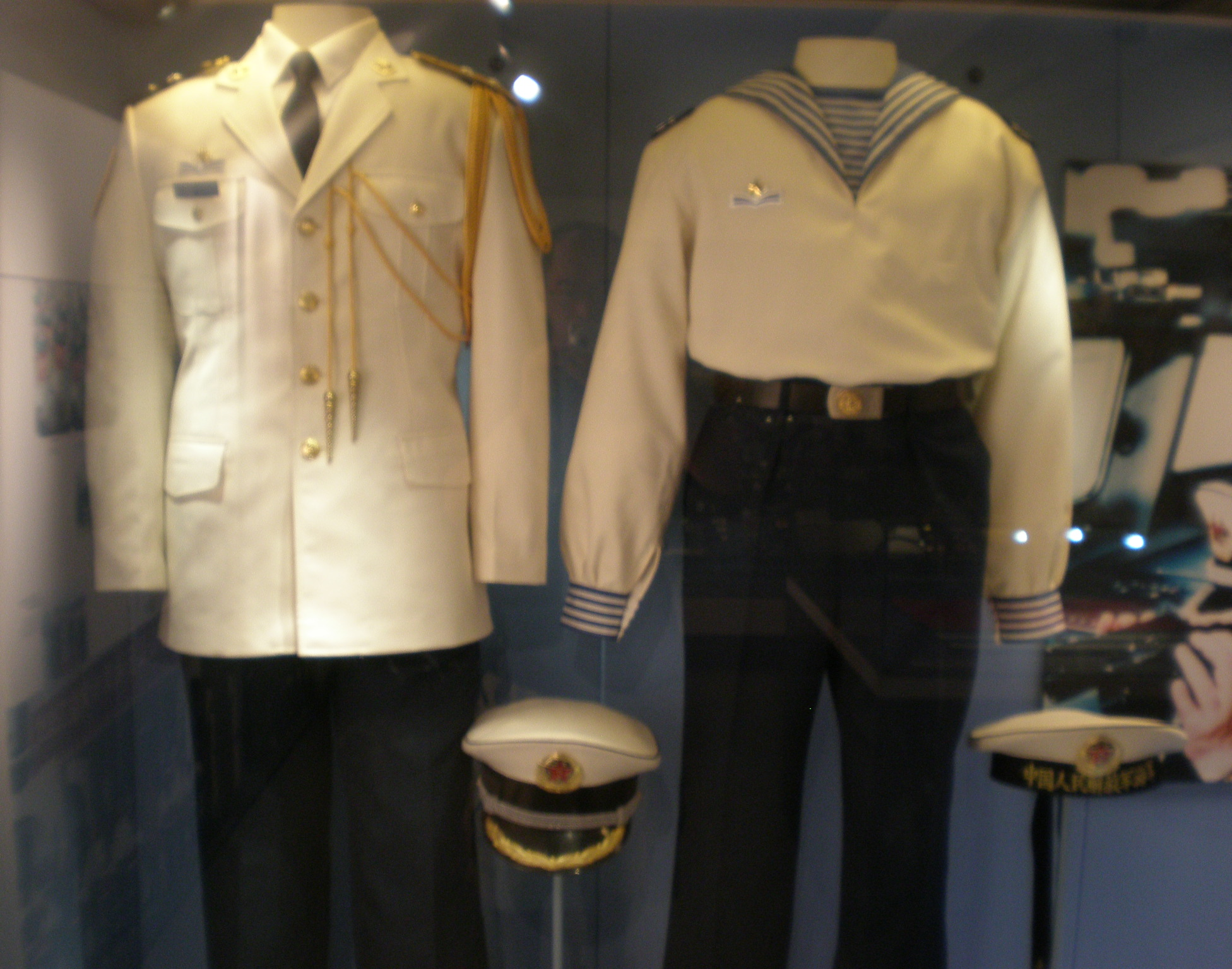
97式。海軍の夏服

## 西側軍装とオリンピック開催の影響 （1999年～2005年～2007年）
2004年冬から陸海空三軍の制服更新が始まり、2007年に新型の軍服（07式軍服。英語版記事）が採用された。デザインはアメリカなどの西側諸国のデザインを大きく取り入れている（と言うよりほぼ同じ）。陸軍の軍服は灰緑、海軍の軍服は紺、空軍は青である。戦闘服のデザインも一新され、デジタルを思わせる現代的な迷彩服になった。中国人民武装警察部隊（武警）の軍服は深緑である。また空軍では、半世紀近く使ってきた59式飛行服に替わる02式飛行服が採用された。02式飛行服には布製の夏服、フライトジャケットのみ山羊革製の春秋服、上下とも山羊革製の冬服がある。02式冬飛行皮服は空軍だけでなく陸軍のサイドカー部隊でも使われている。陸海空三軍から独立した軍種である中国人民解放軍ロケット軍は黒緑色の軍服が定められている。予備役部隊は装飾が銀色になったダークグレーの軍服を着用しており、2018年に人民解放軍と武警の文官はダークグレーの新制服が習近平中央軍事委員会主席によって決められた。

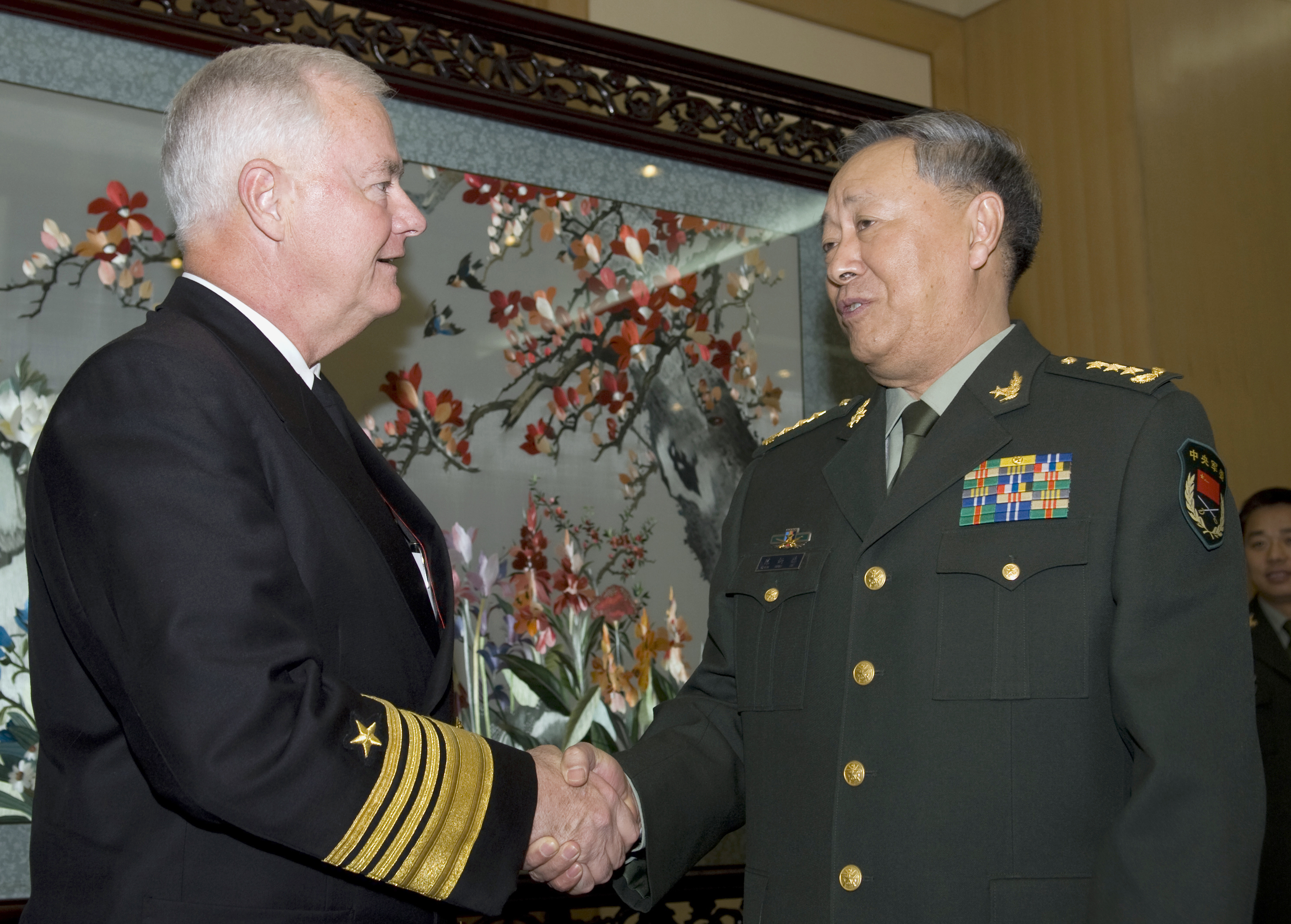
「零七式」春秋常服（右）。上襟に飾りが入る。
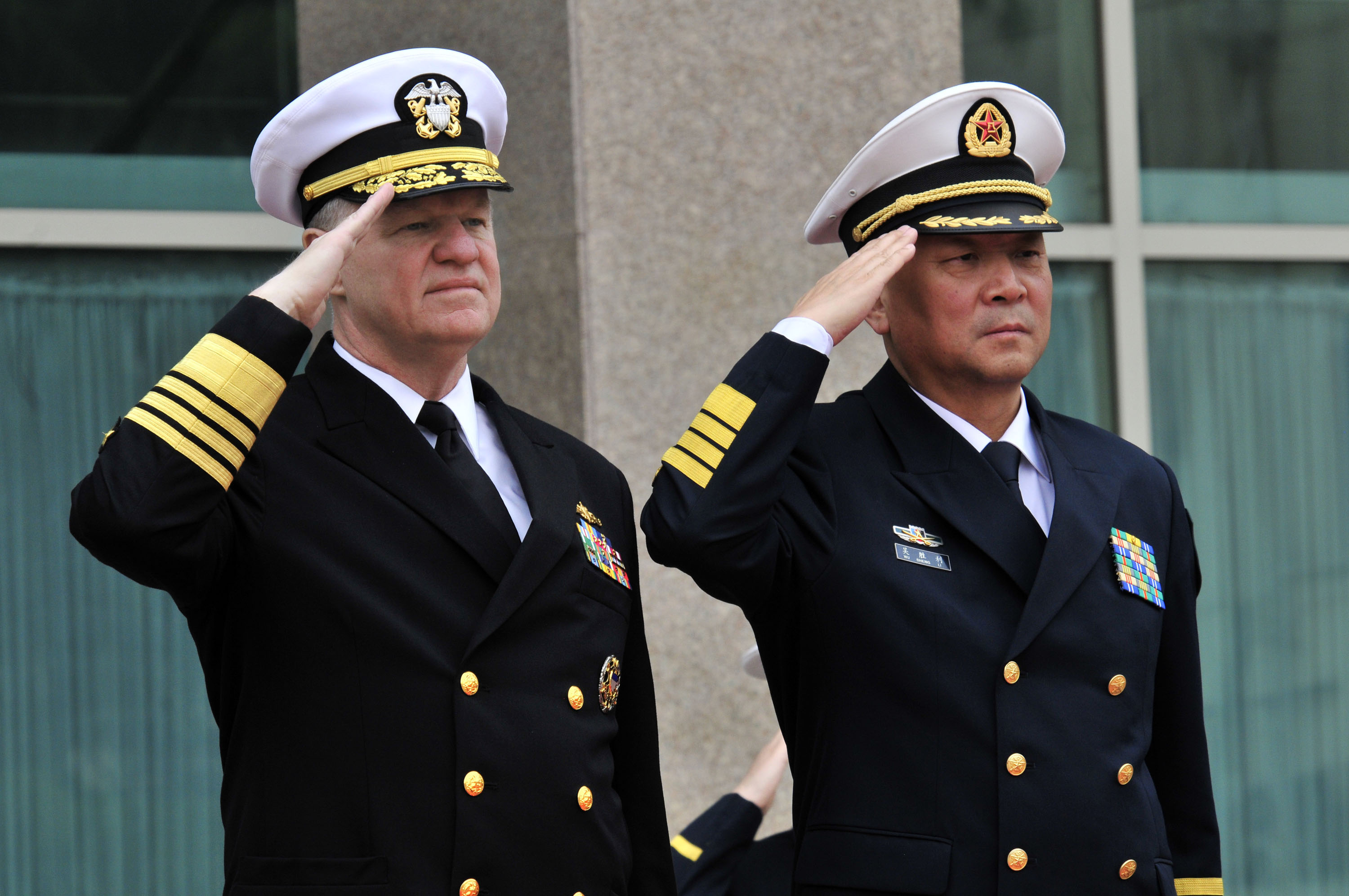
右側が海軍将官の冬常服。袖章が外側にのみ付されている。軍帽も、顎紐が組紐で、鍔に飾りが入る。
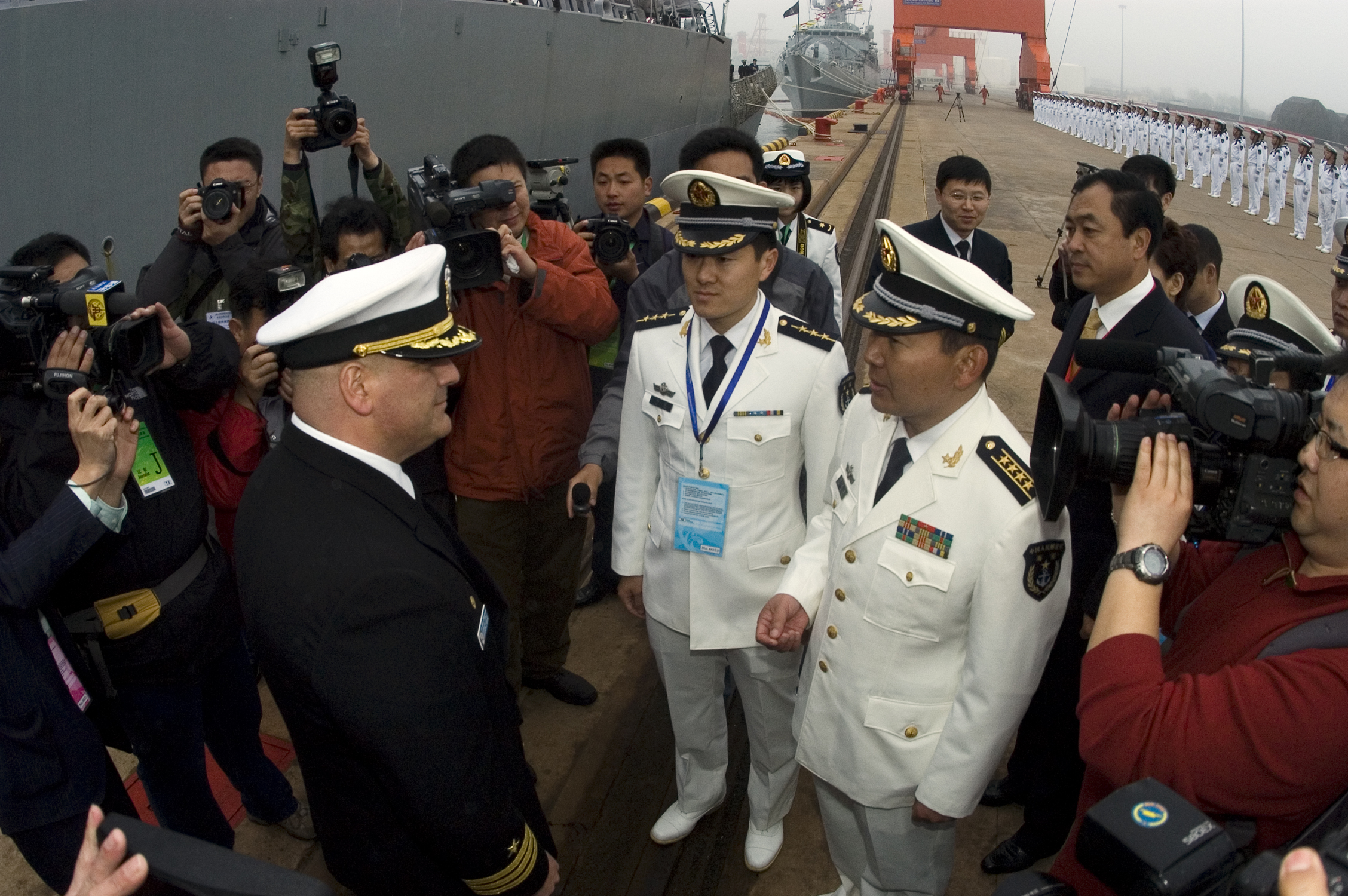
白い軍服が海軍士官。
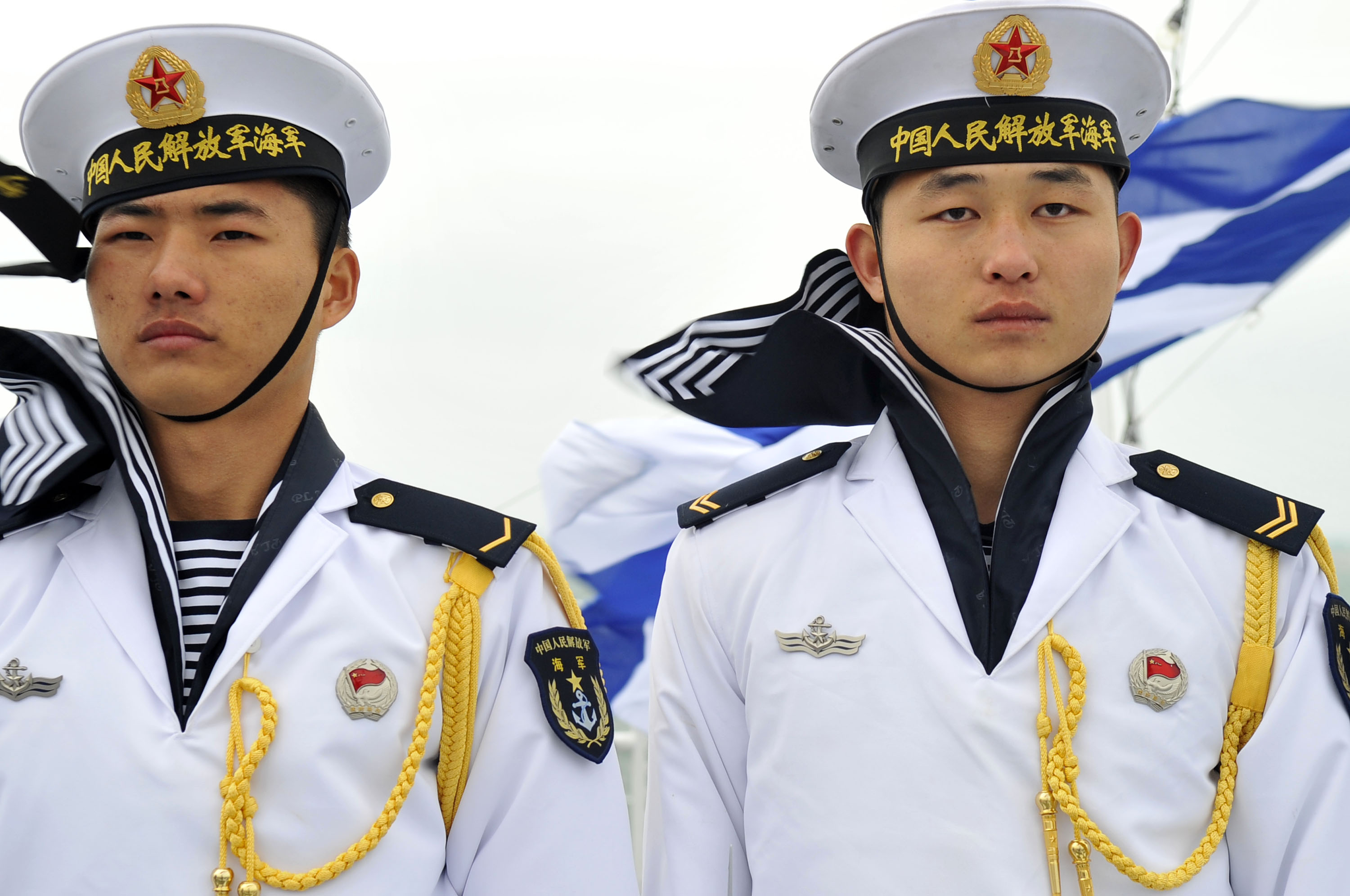
左は水兵、右は海軍上等兵。
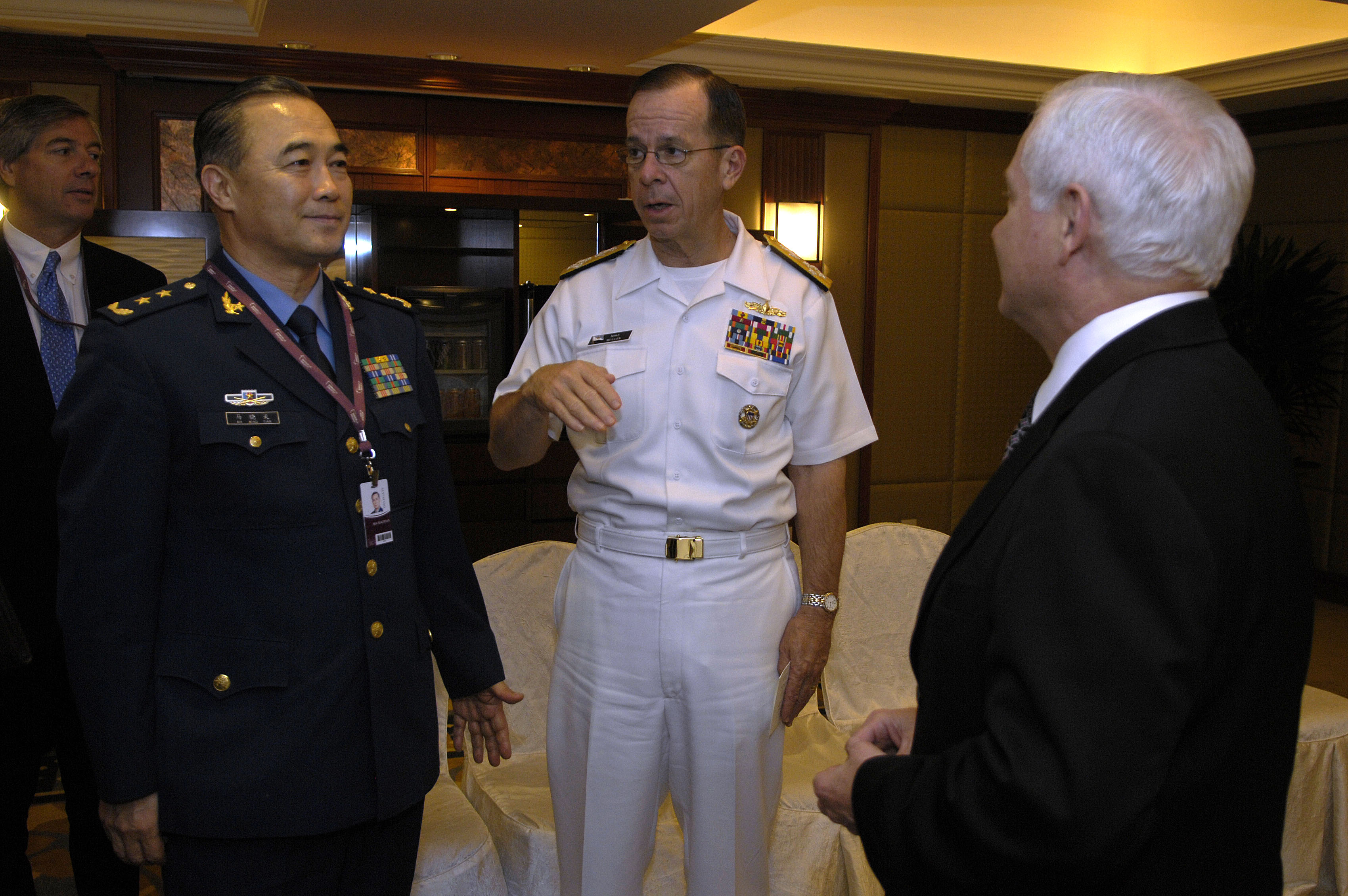
左から2人目が空軍将官。
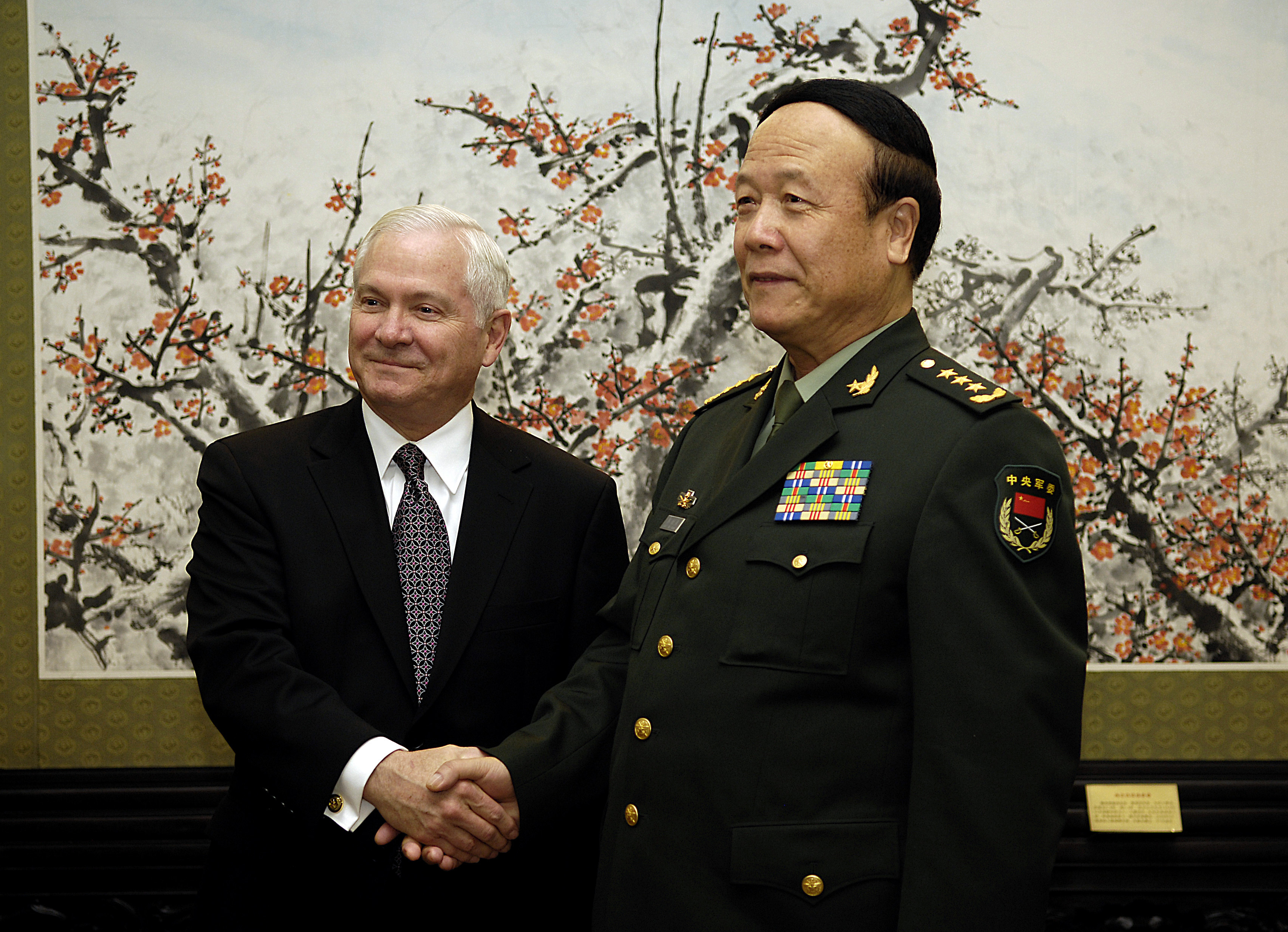
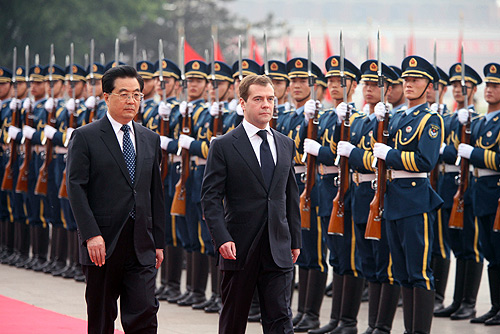
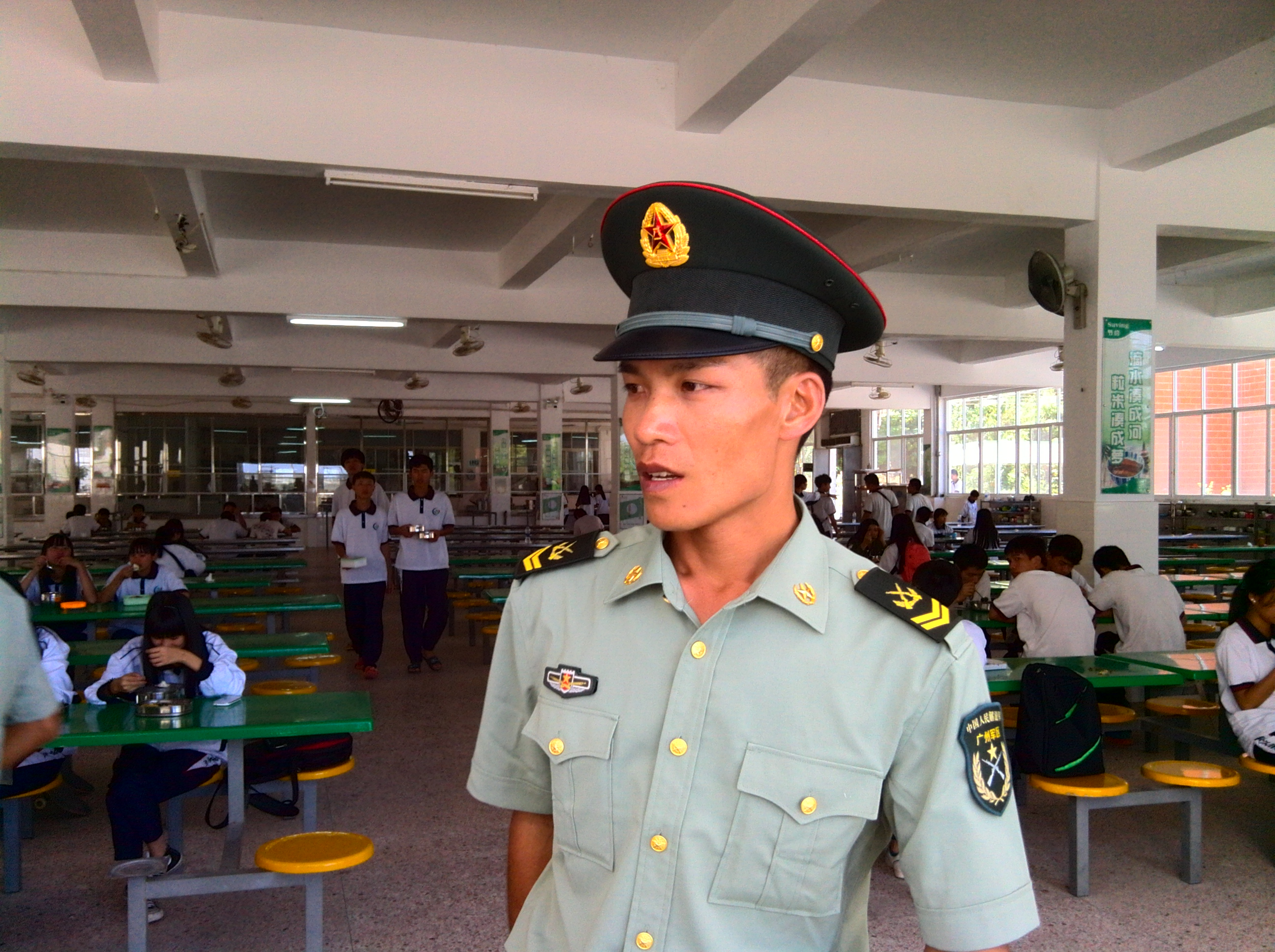
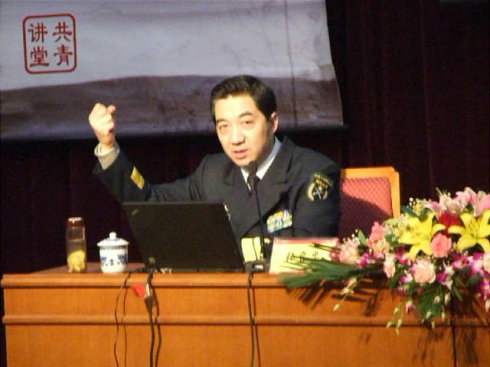
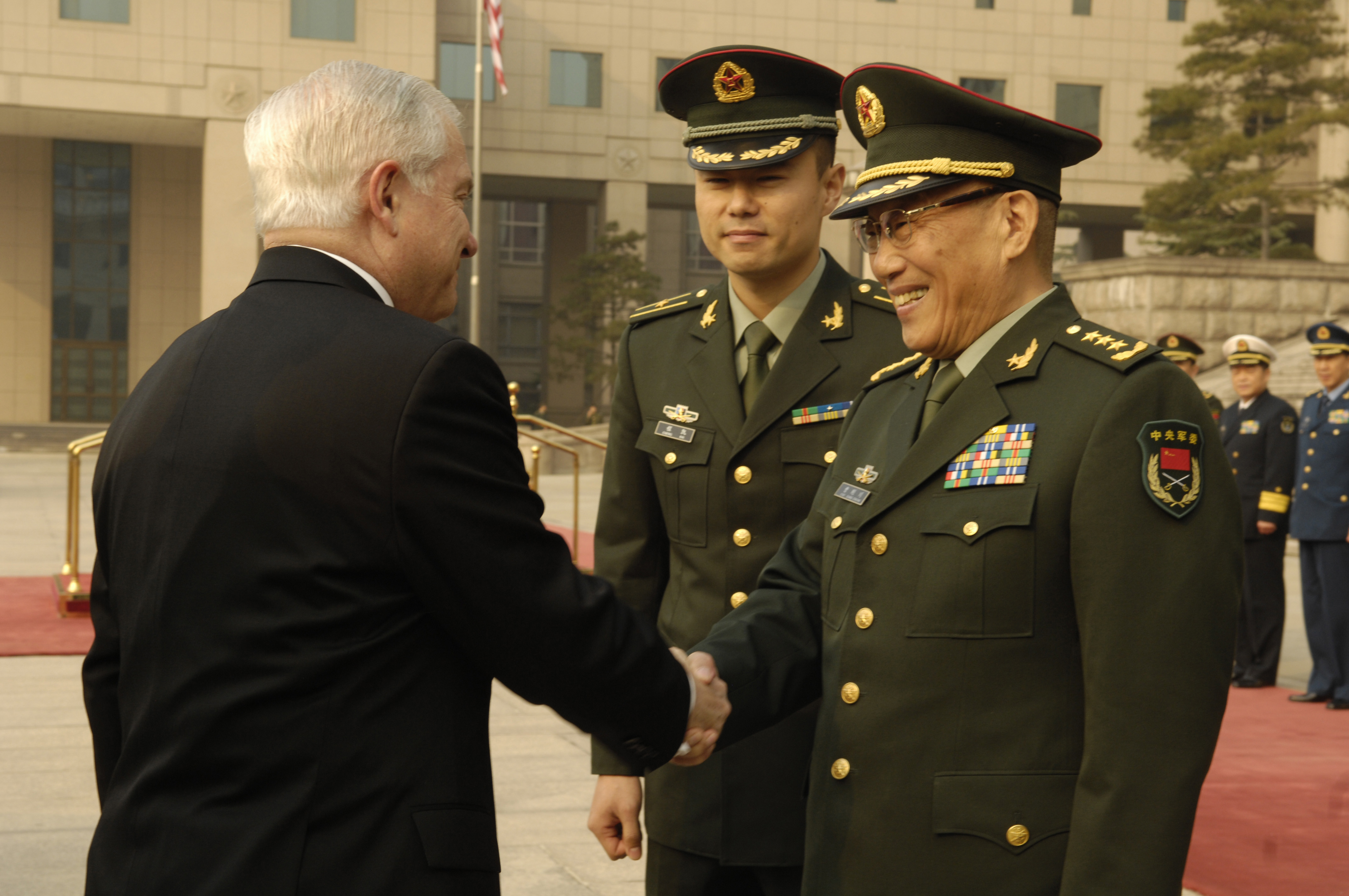

## 各国への影響

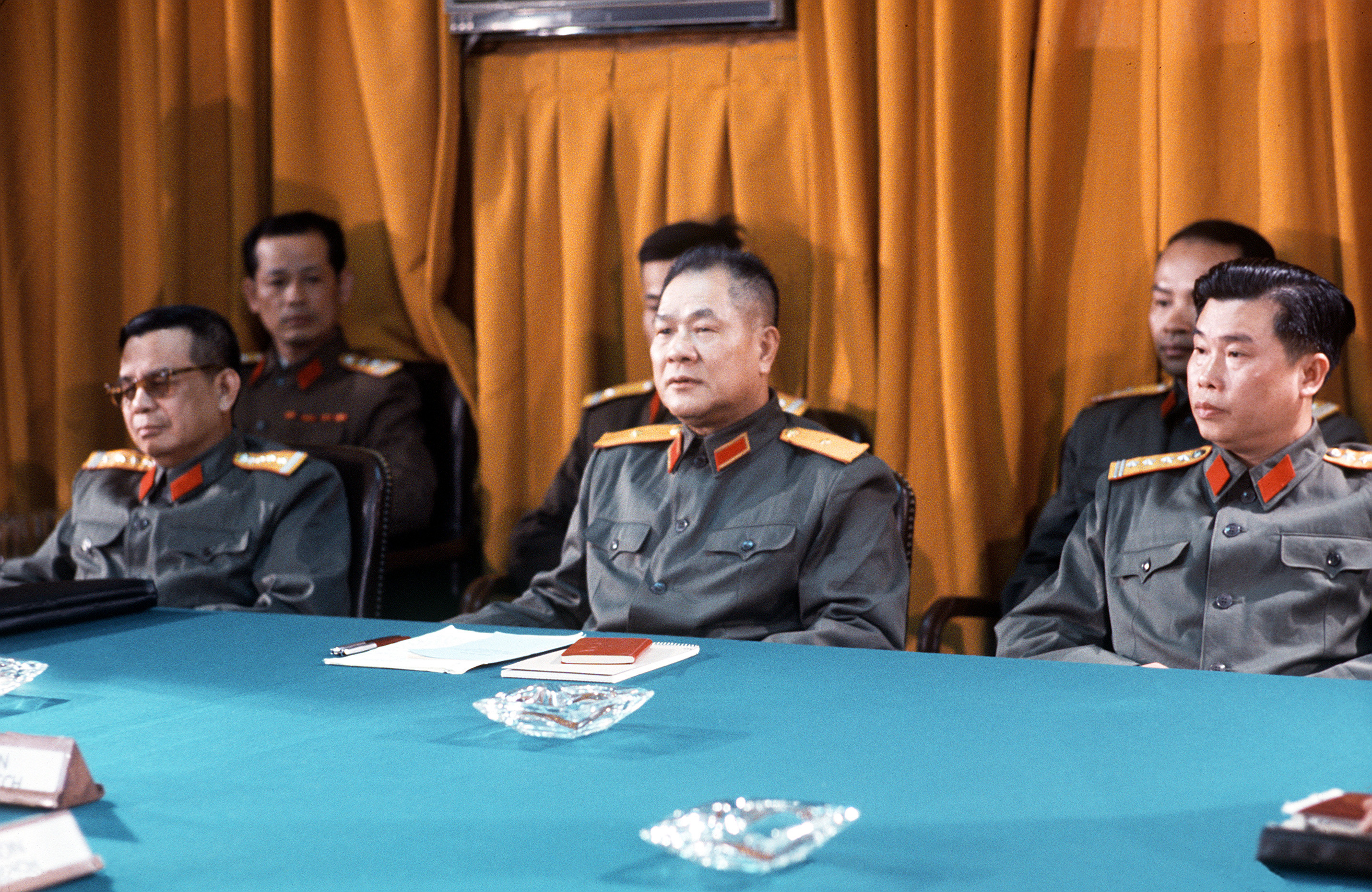
ベトナム人民軍将校、1973年

- 北朝鮮：朝鮮人民軍の軍服は、ソ連軍の軍服の影響を強く受けた、立襟の上着（ロシア式の肩章が付く）・長靴の着用を特徴とする軍服が創建時から用いられていたが、1960年前後から、肩章の付かない折襟の上着（階級章は襟章で表される）が導入され、略式の常服ないし戦闘服として併用されるようになった。正確な経緯は不明だが中国人民解放軍の「五五式」軍服の影響と見られる。このタイプの軍服は現在でも、肩章つきの軍服（上着は立襟に代わって開襟ネクタイ式となる）と併用されている。中国式に上着の上からベルトを締めず短靴を履く場合と、ソ連式にベルト・革帯を付け長靴を履く場合がある。（現在は殆ど短靴が主流である。）将校軍装は特に五五式・五八式の影響が強く見られるが、兵下士官の軍装はソ連軍の影響が残ったプルオーバー式（所謂ギムナスチョルカ型）のまま現在に至っている。また空軍では、中国空軍が2004年まで使っていた59式の夏飛行皮服、冬飛行皮服とほぼ同型（あるいは全く同じ）ものを現在も使用している。
- ベトナム：ベトナム人民軍の軍服はこの中国の五五式軍服の影響を強く受けている。ベトミン時代には中国から多くの軍事物資と共に中国製の軍装品も支給され使用されていた。ベトナム人民軍の階級制度や肩章・襟章の形式、帽章のデザインは中国の五五式・五八式の影響が非常に強いデザインである。
- カンボジア：クメール・ルージュの特徴の1つであった人民帽は、中国から援助物資やそれを模した物である。きちんとした軍装としては正確にはポル・ポト政権以降のヘンサムリン政権軍においての場合である。この場合、上記ベトナム人民軍の影響が強い。
- ラオス：パテト・ラオ（ラオス人民軍）の軍装も中国の影響を受けて、人民帽型の軍帽（鍔は黒色の革製。）や中国に似た帽章を導入した。
- アルバニア：エンヴェル・ホッジャ率いるアルバニア労働党政権下の軍服は、パルチザン戦争中はユーゴスラビアのパルチザンに、政権獲得後はソ連軍に範をとったデザインであったが、同国が中ソ対立において中国を支持し、1961年のソ連との決裂を経て、1966年には文化大革命にも支持を表明するに至って、アルバニア軍も階級制度を廃止し、赤い星の帽章、折襟に赤い平行四辺形の襟章のついた軍服が全軍で採用された（海軍の一般兵は「セーラー服」に赤い肩章）。また生地色にも従来のカーキー色に加えてオリーブグリーンも併用され、これも中国の「六五式」軍服の影響とみられる。この「階級章なき軍服」は、改革開放路線に反発するアルバニアが1978年に中国と決裂した後も引き続き使用され、ホッジャの死（1985年）を経て、1991年の労働党独裁・鎖国体制の崩壊まで用いられた。
- 中国の非公式な支援を受けているとされる、ミャンマーのワ州連合軍やミャンマー民族民主同盟軍、カチン独立軍などは中国から強い影響を受けた軍装を使用している[要出典]。
- サブカルチャー、ファッション
- アニメ、漫画キャラクターのファッション

## 画像

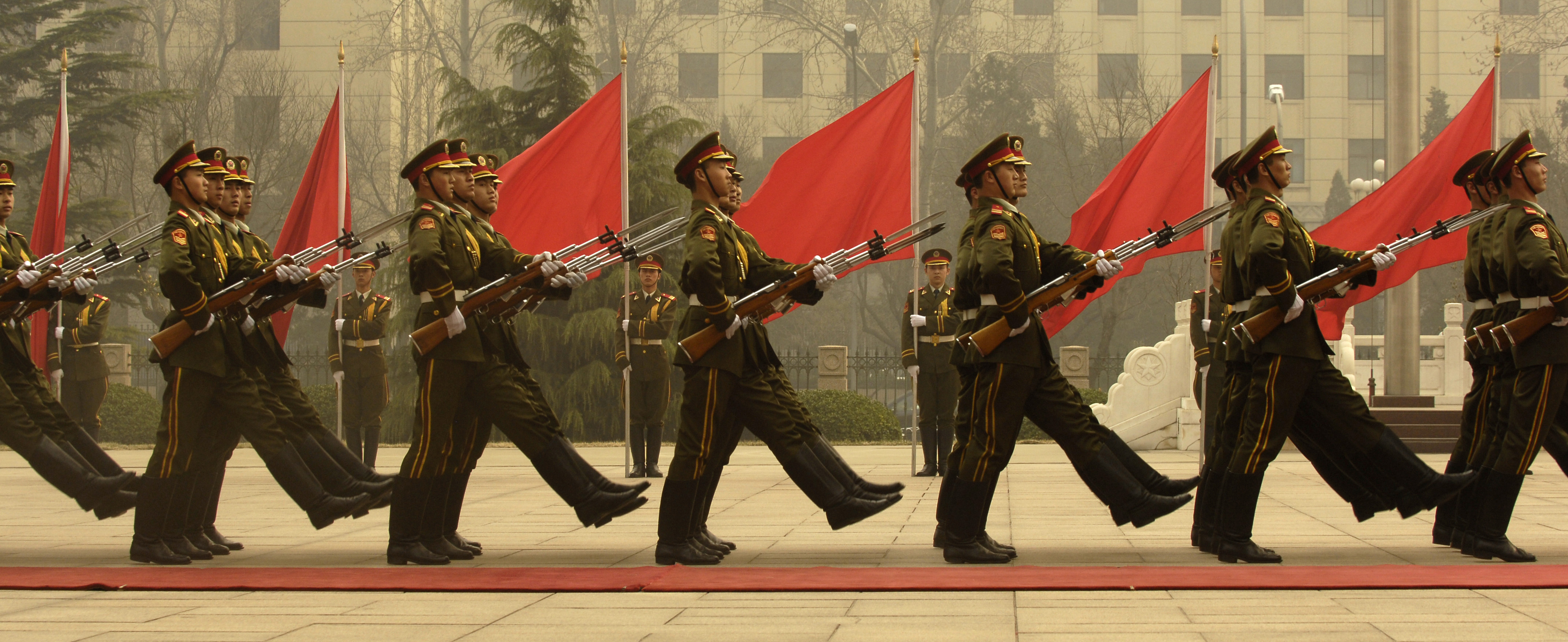
儀仗兵
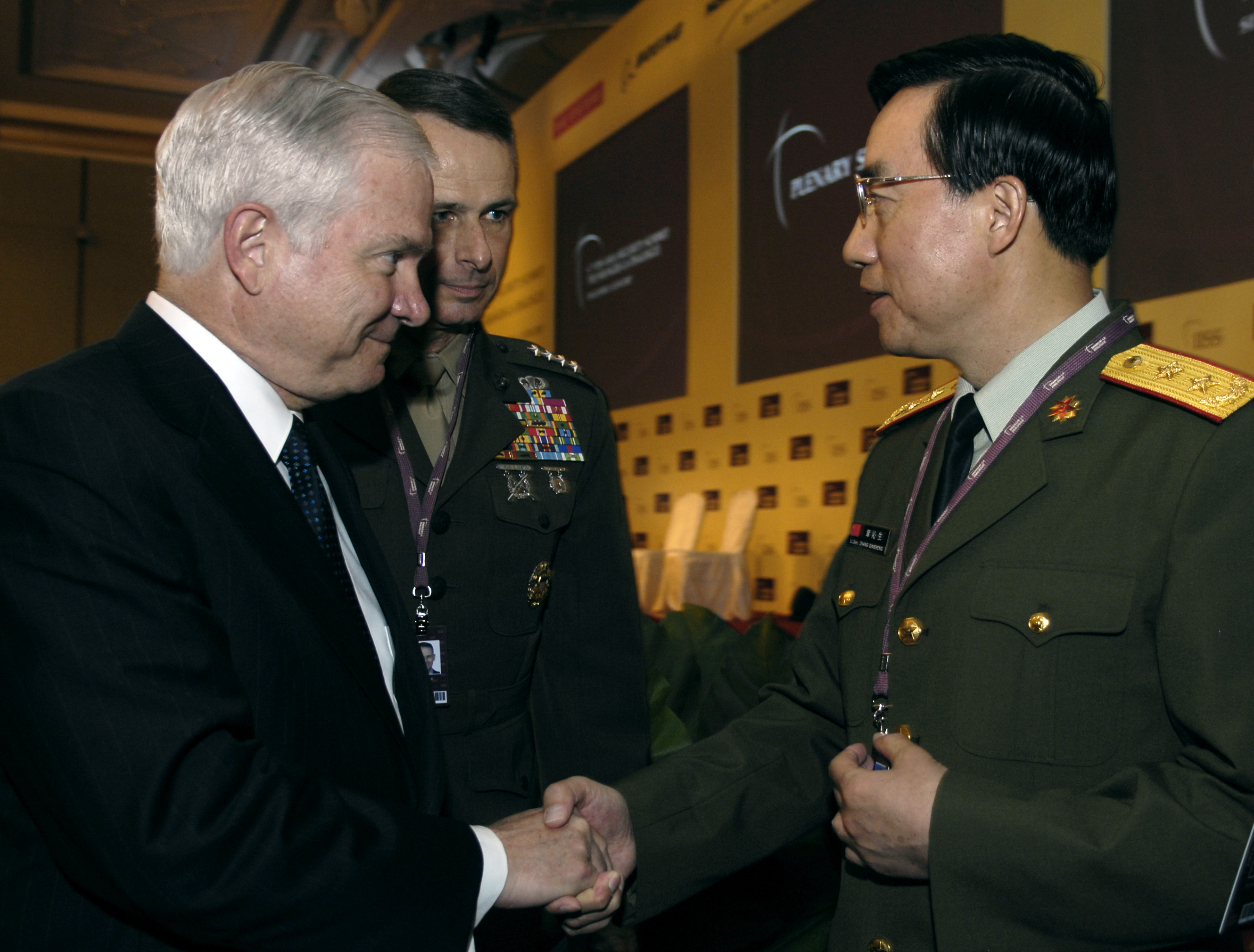
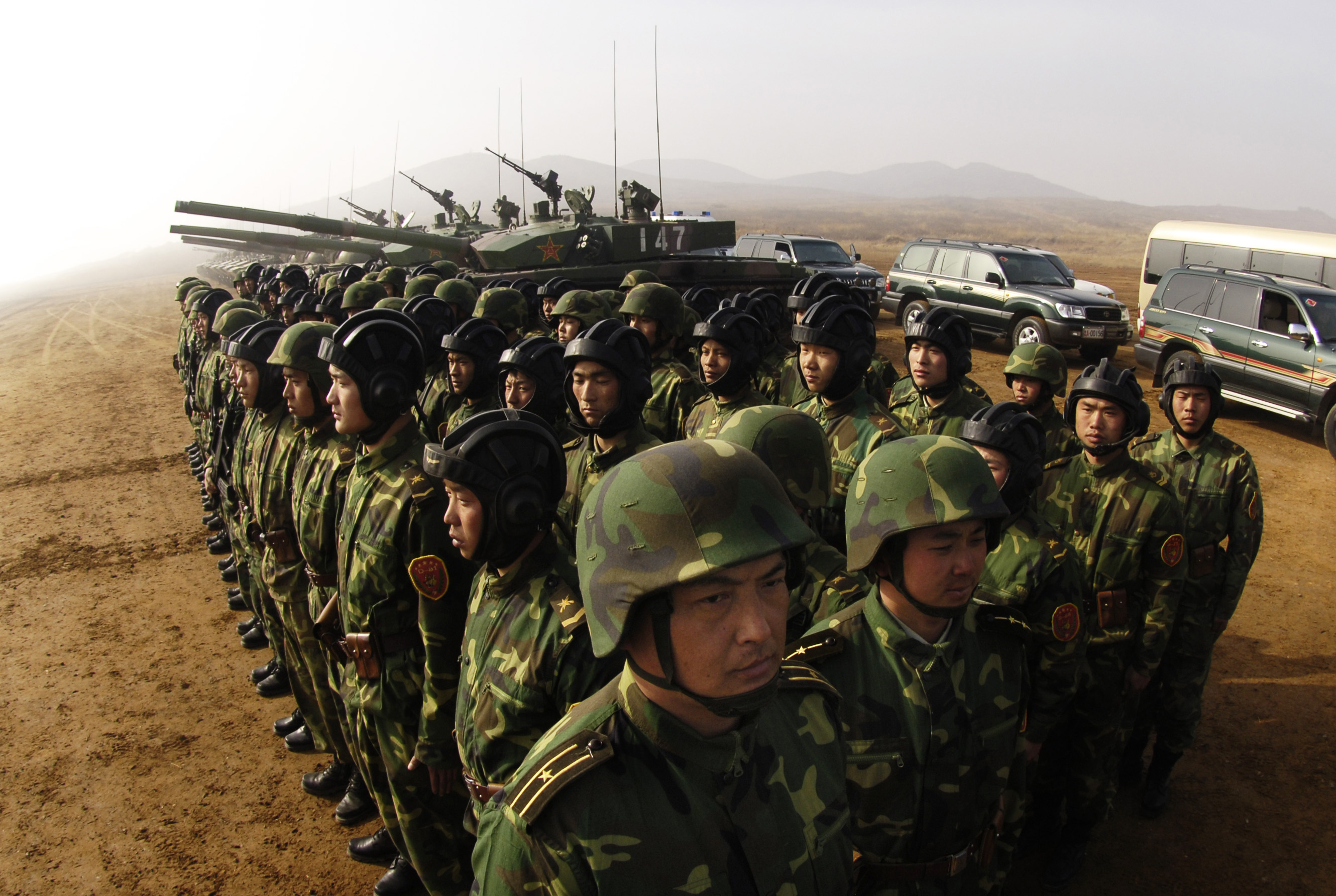
旧ソ連・ロシア式のヘッドギアをかぶった戦車兵
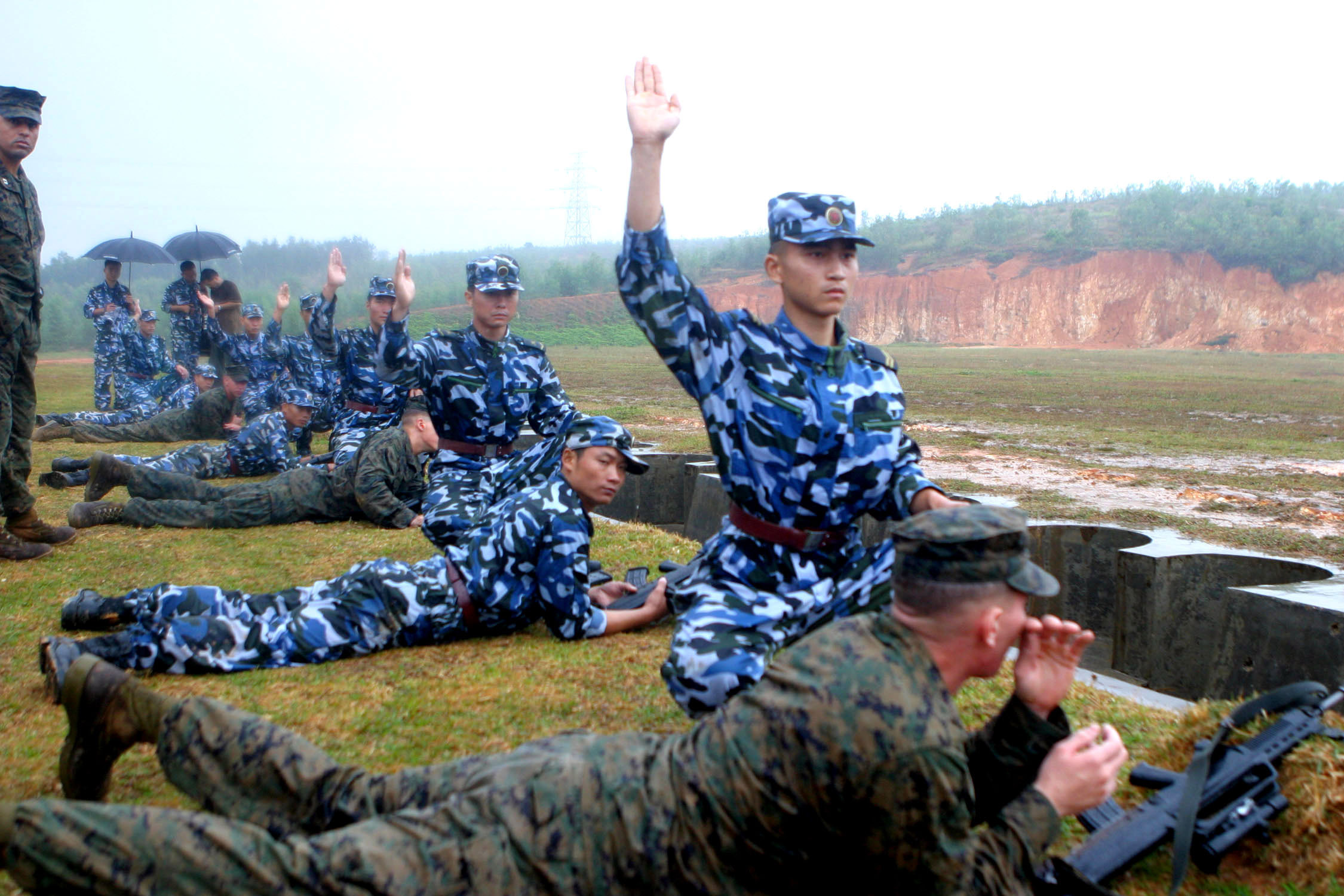
海軍陸戦隊の戦闘服、茶色戦闘服はアメリカ海兵隊
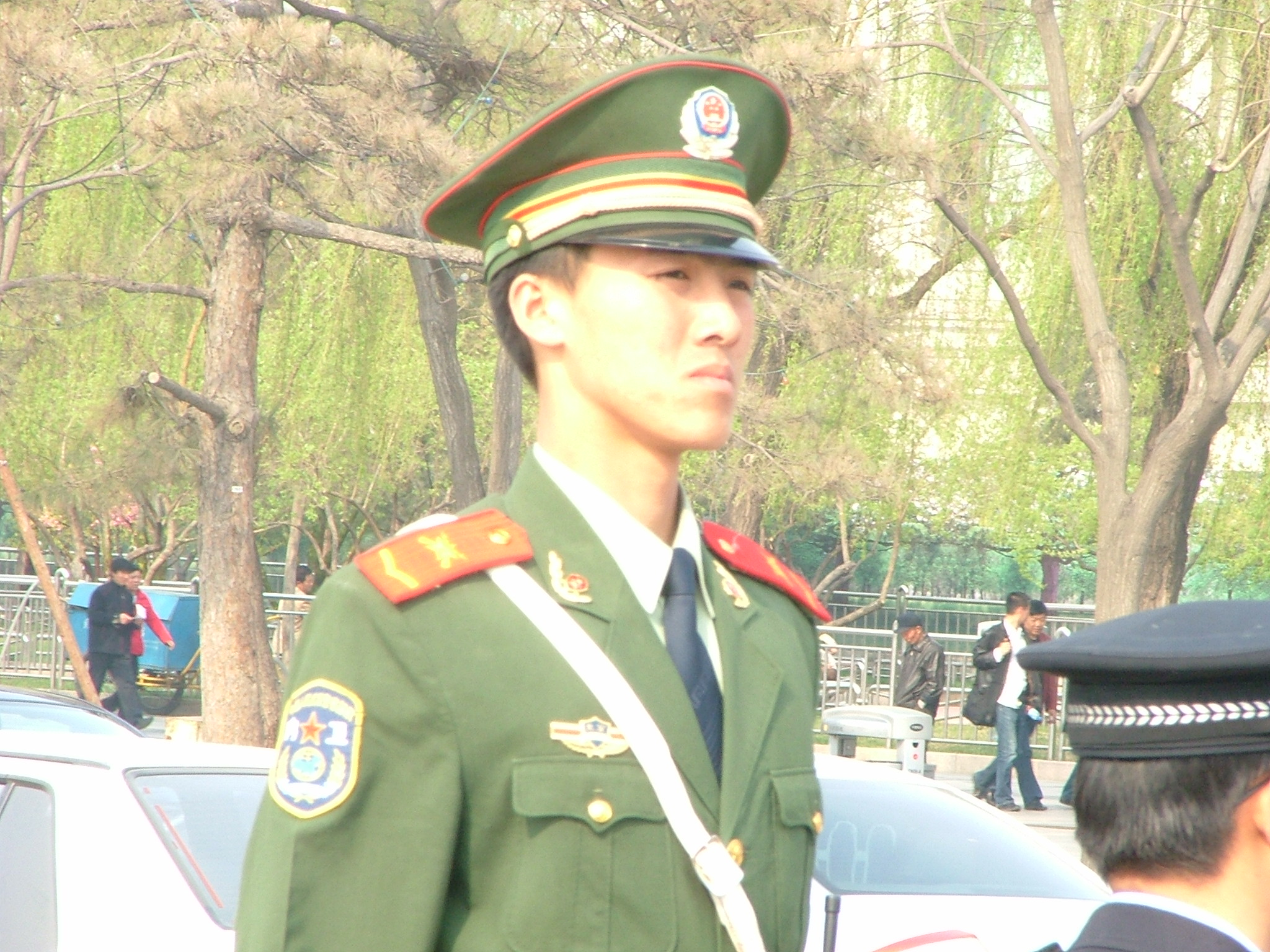
中国人民武装警察部隊
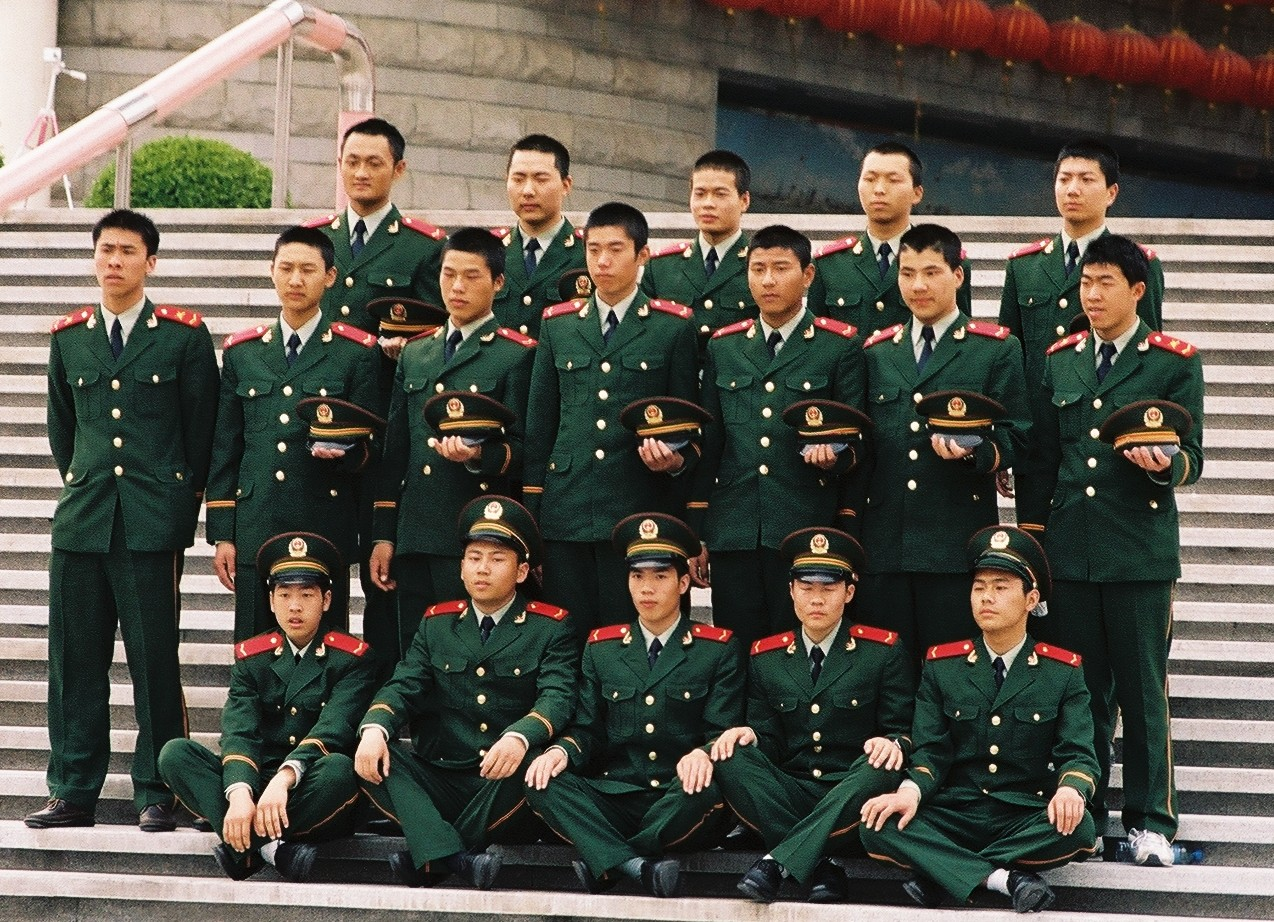
記念写真を撮る人民武装警察官
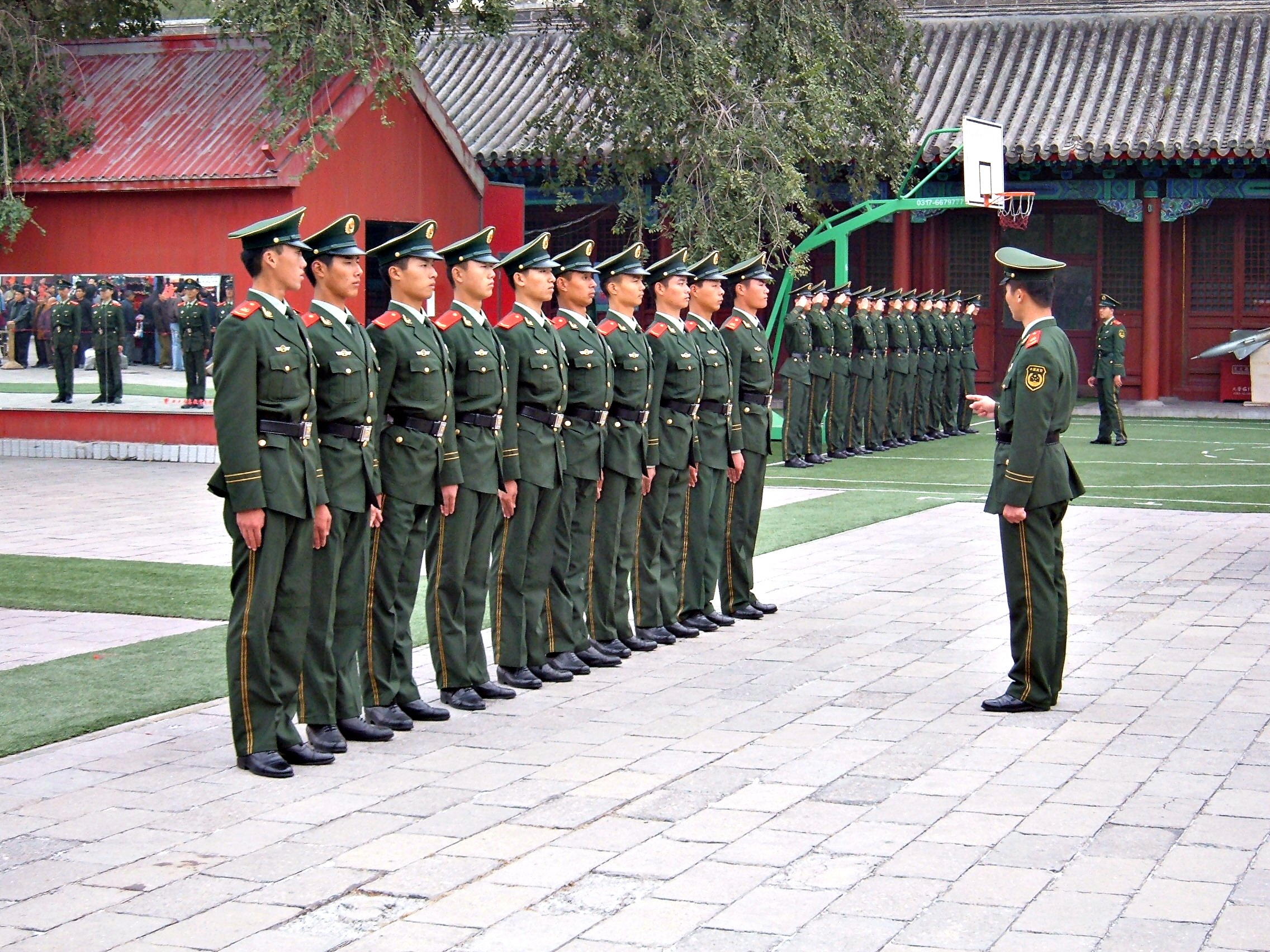
点呼を行う人民武装警察官
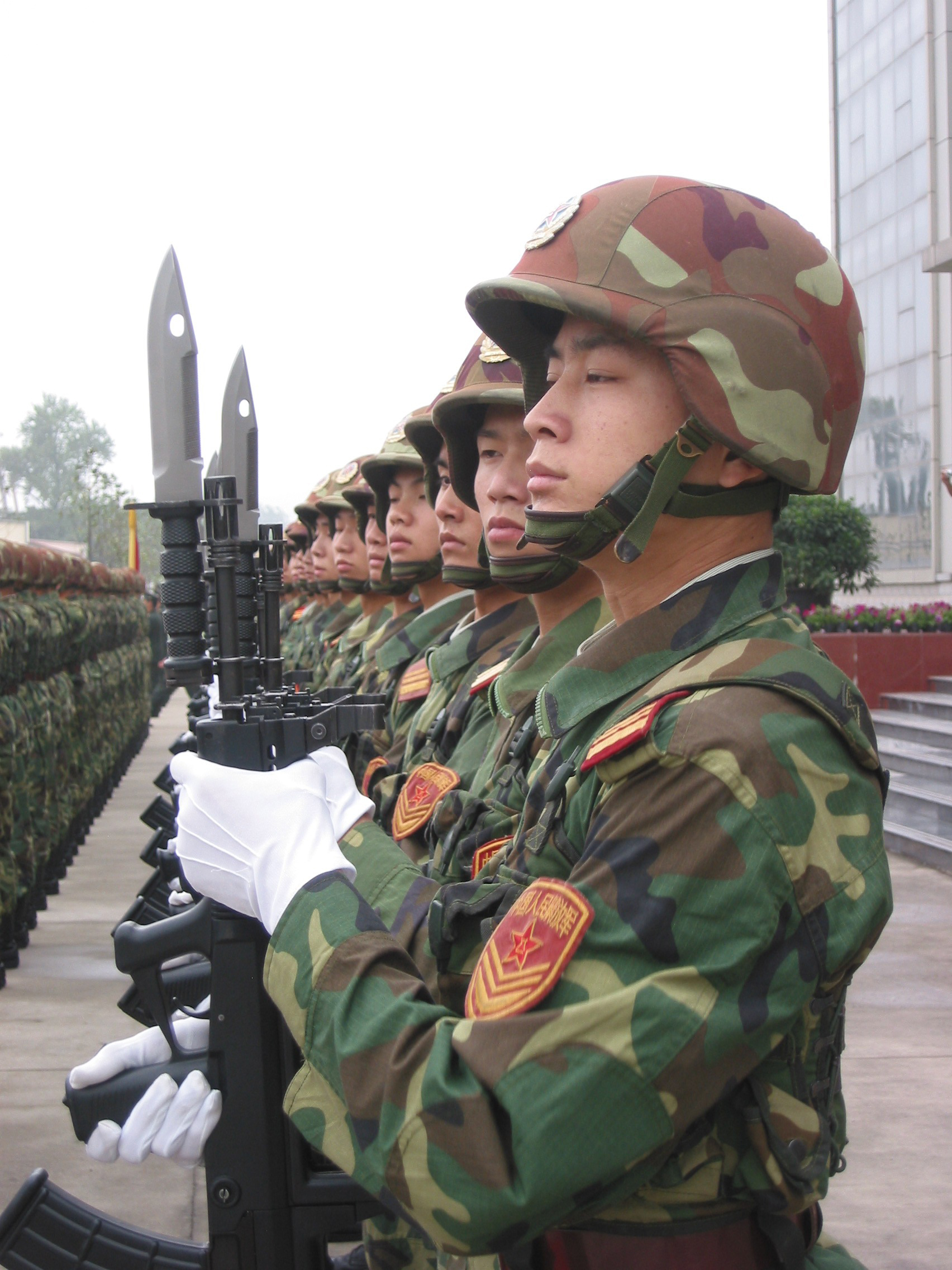
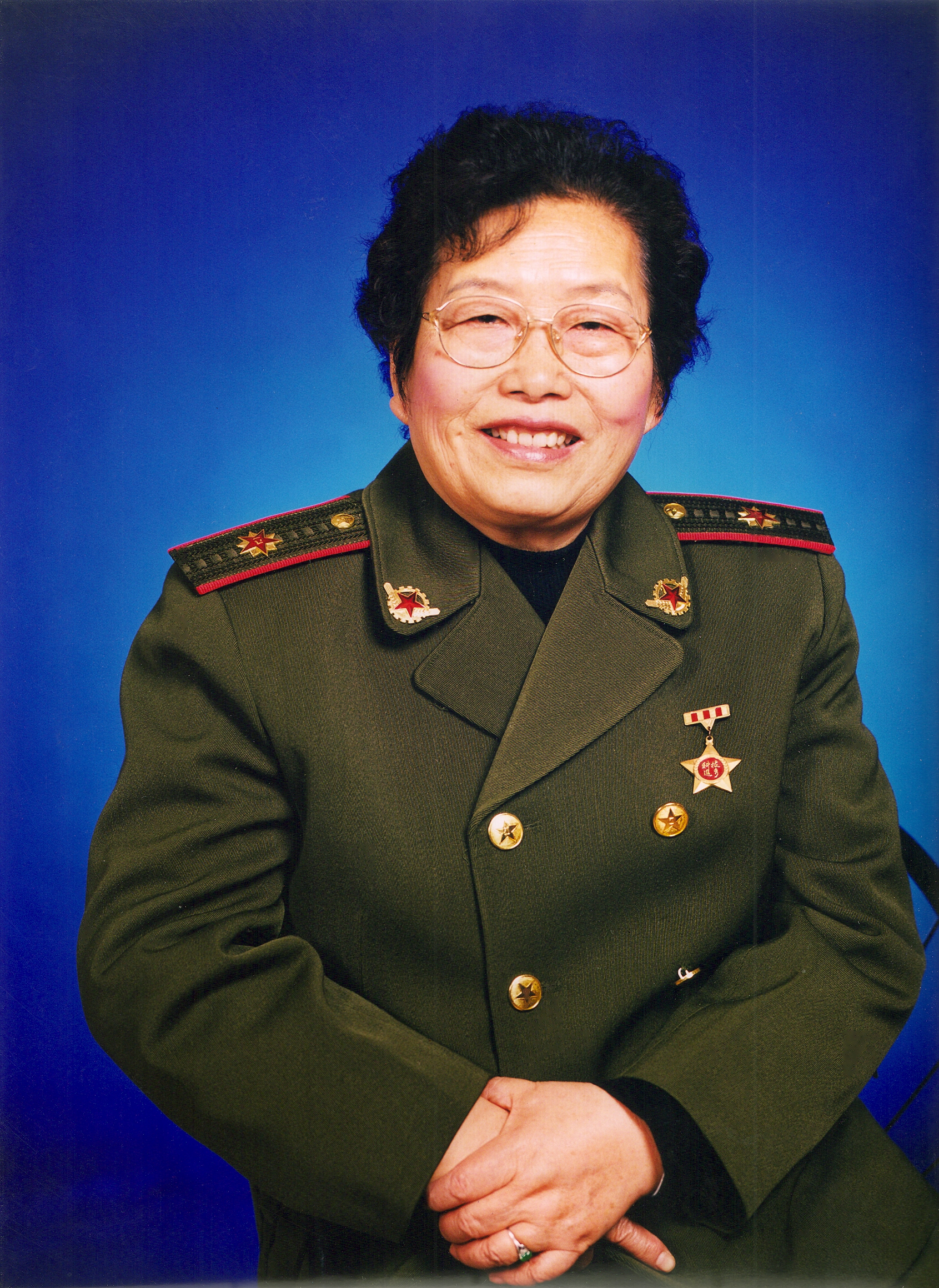
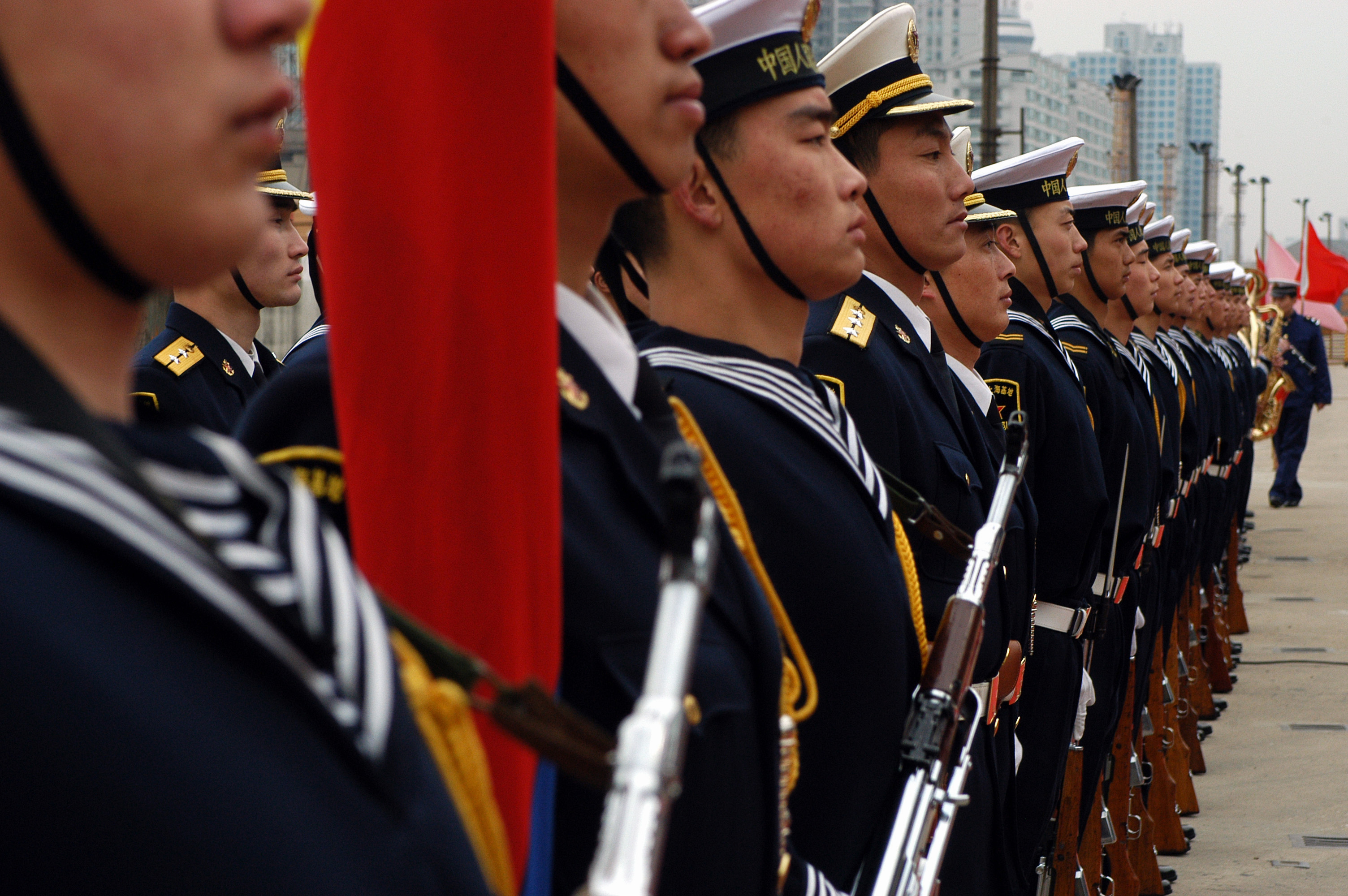
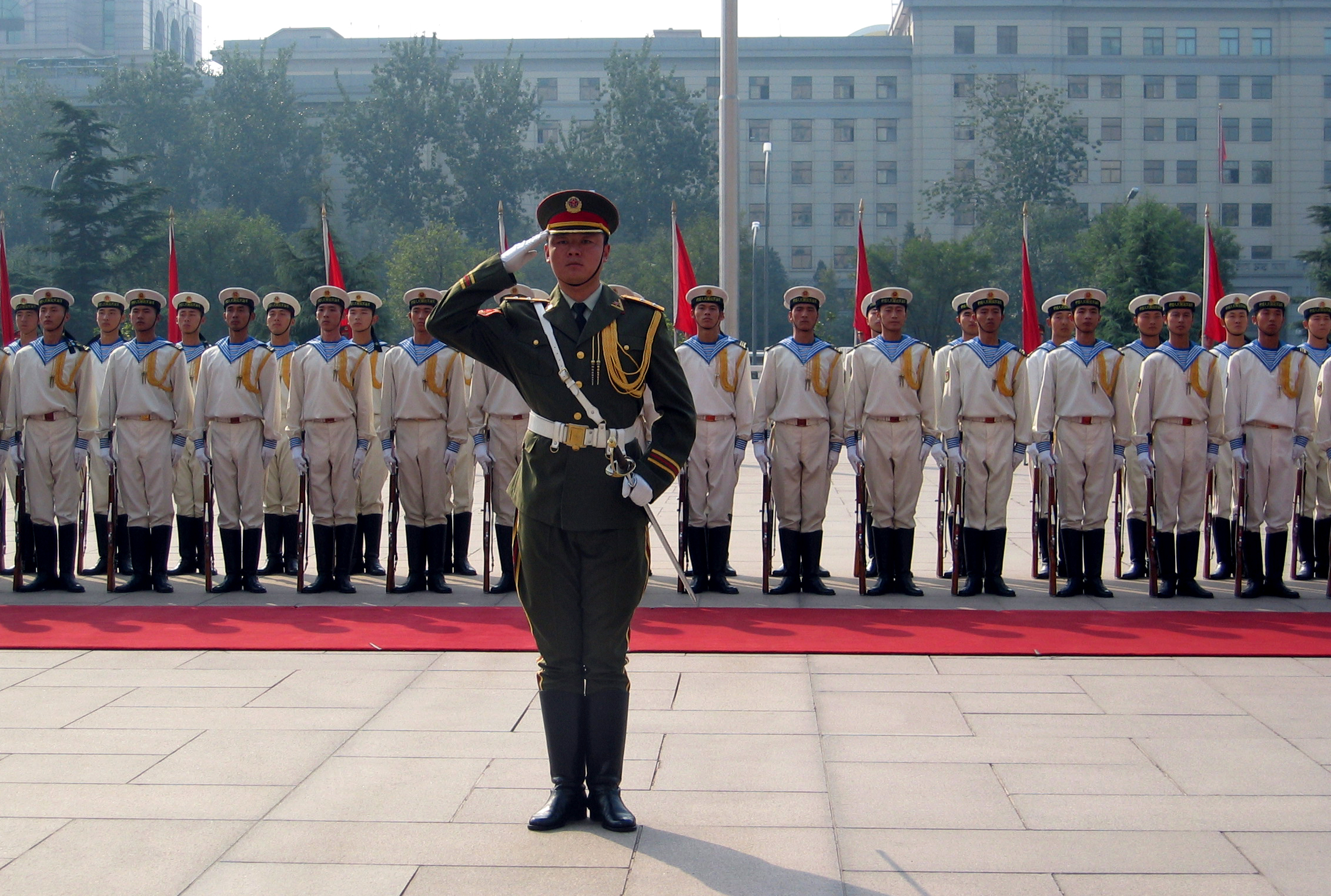
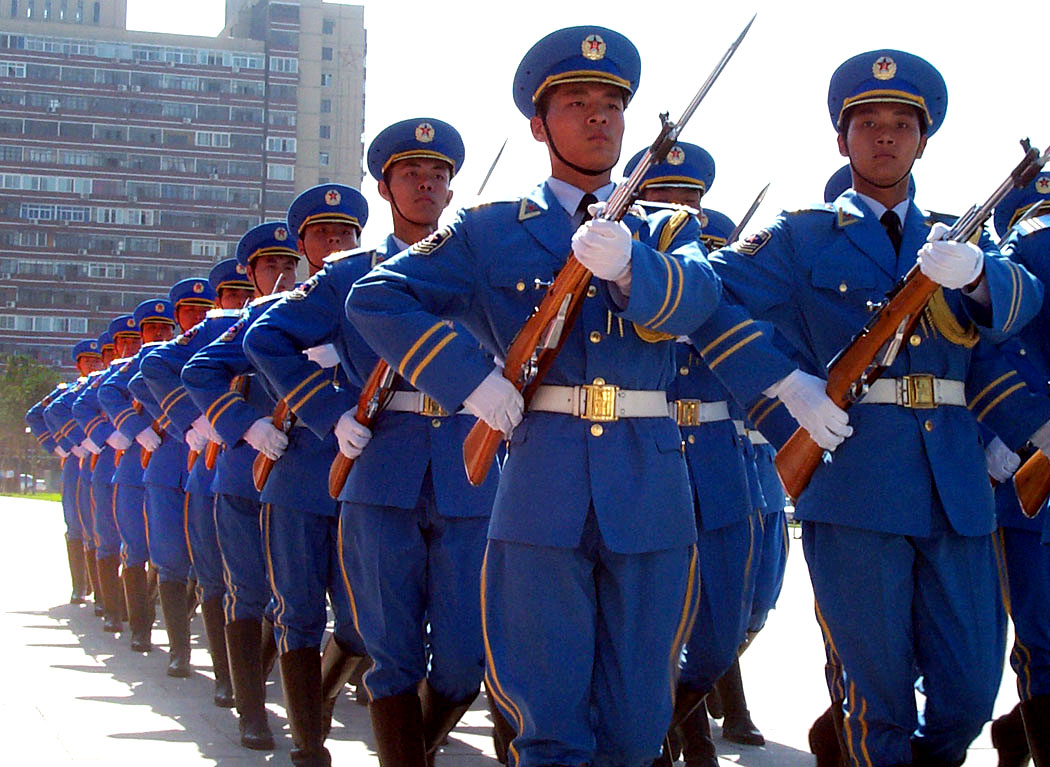